# Saint-Rémy-de-Provence
Pour les articles homonymes, voir Saint-Rémy.
Saint-Rémy-de-Provence (Sant Roumié de Prouvènço en écriture mistralienne ; Sant Romieg (de Provença) en écriture classique ; Sant Romiech en ancien provençal ; du latin Villa Sancti Remigii) est une commune française du département des Bouches-du-Rhône. Située dans la région Provence-Alpes-Côte d'Azur, Saint-Rémy-de-Provence est la petite capitale des Alpilles.
À la suite du décret du 30 janvier 2007, son territoire est classé au sein du parc naturel régional des Alpilles. Ville touristique et vinicole, elle possède un important patrimoine bâti et naturel. En 2022, elle compte 9 547 habitants, appelés les Saint-Rémois.

## Géographie

### Localisation
La commune se trouve au nord de la chaîne des Alpilles, à environ dix kilomètres des Baux-de-Provence (au sud de la chaîne), entre Avignon (20 km au nord), Cavaillon (19 km à l'est), Arles (25 km au sud-ouest) et Tarascon (13 km à l'ouest). La commune fait partie du parc naturel régional des Alpilles.

### Communes limitrophes
Les communes limitrophes sont Les Baux-de-Provence, Eygalières, Eyragues, Maillane, Mas-Blanc-des-Alpilles, Maussane-les-Alpilles, Mollégès, Mouriès, Noves, Saint-Andiol et Saint-Étienne-du-Grès.
| Maillane                                     | Eyragues                                   | Noves Saint-Andiol  |
| Mas-Blanc-des-Alpilles Saint-Étienne-du-Grès | Saint-Rémy-de-Provence                     | Mollégès Eygalières |
| Fontvieille                                  | Les Baux-de-Provence Maussane-les-Alpilles | Aureille Mouriès    |

### Relief et géologie

Saint-Rémy-de-Provence se situe au pied des Alpilles.

La commune de Saint-Rémy-de-Provence repose sur des colluvions provenant d'épandage de pentes. Il y est également rencontré des marnes et des calcaires datant du Burdigalien.

### Hydrographie
Saint-Rémy se situe dans la vallée du Rhône, à une vingtaine de kilomètres à l'est du fleuve. La rivière l'Anguillon prend sa source sur le territoire communal et rejoint la Durance vers le nord, au sud d'Avignon. Les ruisseaux Vigueirat (à l'ouest) et Real (au sud) coulent également dans la commune, le deuxième se jetant dans le premier.
Le canal des Alpines (eau de la Durance) traverse la commune et permet l'irrigation des cultures.

### Climat
Pour des articles plus généraux, voir Climat de Provence-Alpes-Côte d'Azur et Climat des Bouches-du-Rhône.
En 2010, le climat de la commune est de type climat méditerranéen franc, selon une étude du Centre national de la recherche scientifique s'appuyant sur une série de données couvrant la période 1971-2000. En 2020, Météo-France publie une typologie des climats de la France métropolitaine dans laquelle la commune est exposée à un climat méditerranéen et est dans la région climatique Provence, Languedoc-Roussillon, caractérisée par une pluviométrie faible en été, un très bon ensoleillement (2 600 h/an), un été chaud (21,5 °C), un air très sec en été, sec en toutes saisons, des vents forts (fréquence de 40 à 50 % de vents > 5 m/s) et peu de brouillards.
Pour la période 1971-2000, la température annuelle moyenne est de 13,7 °C, avec une amplitude thermique annuelle de 17,7 °C. Le cumul annuel moyen de précipitations est de 670 mm, avec 6 jours de précipitations en janvier et 2,4 jours en juillet. Pour la période 1991-2020, la température moyenne annuelle observée sur la station météorologique de Météo-France la plus proche, « Eyragues », sur la commune d'Eyragues à 6 km à vol d'oiseau, est de 15,2 °C et le cumul annuel moyen de précipitations est de 631,8 mm. 
La température maximale relevée sur cette station est de 42,2 °C, atteinte le 28 juin 2019 ; la température minimale est de −9,9 °C, atteinte le 2 mars 2005,,.
| Mois                                  | jan.          | fév.          | mars          | avril         | mai           | juin          | jui.          | août          | sep.          | oct.            | nov.            | déc.          | année     |
| ------------------------------------- | ------------- | ------------- | ------------- | ------------- | ------------- | ------------- | ------------- | ------------- | ------------- | --------------- | --------------- | ------------- | --------- |
| Température minimale moyenne (°C)     | 2,2           | 2,5           | 5             | 7,8           | 11,7          | 15,4          | 17,6          | 17,2          | 13,9          | 10,8            | 6,1             | 2,8           | 9,4       |
| Température moyenne (°C)              | 6,5           | 7,5           | 10,9          | 14            | 18,1          | 22,2          | 24,7          | 24,2          | 20,2          | 16,1            | 10,5            | 7             | 15,2      |
| Température maximale moyenne (°C)     | 10,9          | 12,5          | 16,8          | 20,2          | 24,4          | 29,1          | 31,7          | 31,3          | 26,5          | 21,3            | 14,9            | 11,2          | 20,9      |
| Record de froid (°C) date du record   | −8 12.01.10   | −8,9 25.02.05 | −9,9 02.03.05 | −3,1 08.04.21 | 3 08.05.04    | 8,2 05.06.14  | 9,3 18.07.00  | 9 30.08.1998  | 5,5 19.09.01  | −2,6 31.10.1997 | −7,4 23.11.1998 | −8,3 20.12.01 | −9,9 2005 |
| Record de chaleur (°C) date du record | 21,4 19.01.07 | 24,3 24.02.20 | 26,3 24.03.19 | 30,6 09.04.11 | 35,6 24.05.09 | 42,2 28.06.19 | 39,7 24.07.06 | 41,4 22.08.23 | 35,4 03.09.16 | 32,1 08.10.23   | 25,1 07.11.13   | 21 29.12.21   | 42,2 2019 |
| Précipitations (mm)                   | 50,8          | 32,6          | 40,6          | 59,1          | 55,5          | 33,7          | 23            | 30,2          | 80,1          | 85,7            | 93,5            | 47            | 631,8     |

| Diagramme climatique                                  |             |           |             |              |              |            |              |              |              |             |           |
| J                                                     | F           | M         | A           | M            | J            | J          | A            | S            | O            | N           | D         |
| 10,92,250,8                                           | 12,52,532,6 | 16,8540,6 | 20,27,859,1 | 24,411,755,5 | 29,115,433,7 | 31,717,623 | 31,317,230,2 | 26,513,980,1 | 21,310,885,7 | 14,96,193,5 | 11,22,847 |
| Moyennes : • Temp. maxi et mini °C • Précipitation mm |             |           |             |              |              |            |              |              |              |             |           |

Les paramètres climatiques de la commune ont été estimés pour le milieu du siècle (2041-2070) selon différents scénarios d'émission de gaz à effet de serre à partir des nouvelles projections climatiques de référence DRIAS-2020. Ils sont consultables sur un site dédié publié par Météo-France en novembre 2022.

#### Le mistral
Le mistral souffle violemment du nord ou du nord-ouest, particulièrement en hiver et au printemps. Il est ressenti fortement 100 jours par an en moyenne et faiblement 83 jours, ce qui ne laisse que 182 jours sans vent par an.
On distingue deux types de mistral : le « mistral blanc », qui dégage le ciel en totalité et accentue la luminosité, et le « mistral noir », plus rare, qui s'accompagne de pluie.

#### Données météorologiques
Le climat de Saint-Rémy est méditerranéen avec des étés chauds et secs mais parfois des orages. Les hivers sont doux, plus frais cependant que sur la côte. On observe environ 30 jours de gel par an. Bien que la neige soit rare (seulement 4 jours par an), elle peut tomber en grande quantité.
La station météorologique de Météo-France installée sur la commune et en service en 1964 à 2009 permet de connaître en continu l'évolution des indicateurs météorologiques. Le tableau détaillé pour la période 1981-2010 est présenté ci-après.
| Mois                                  | jan.            | fév.            | mars            | avril           | mai            | juin           | jui.            | août           | sep.           | oct.            | nov.            | déc.            | année     |
| ------------------------------------- | --------------- | --------------- | --------------- | --------------- | -------------- | -------------- | --------------- | -------------- | -------------- | --------------- | --------------- | --------------- | --------- |
| Température minimale moyenne (°C)     | 2,4             | 2,8             | 5,3             | 8               | 11,9           | 15,6           | 17,5            | 17,4           | 13,5           | 11              | 5,9             | 2,8             | 9,5       |
| Température moyenne (°C)              | 6,6             | 7,7             | 11,1            | 13,8            | 18,3           | 22,2           | 24,3            | 24             | 19,5           | 16,1            | 10              | 6,8             | 15,1      |
| Température maximale moyenne (°C)     | 10,9            | 12,7            | 16,8            | 19,7            | 24,7           | 28,8           | 31,1            | 30,6           | 25,6           | 21,1            | 14,1            | 10,8            | 20,6      |
| Record de froid (°C) date du record   | −7,9 04.01.1993 | −6,5 25.02.05   | −8,1 02.03.05   | −0,7 18.04.1997 | 4,1 15.05.1995 | 8,8 12.06.1995 | 9,3 11.07.1993  | 9,2 30.08.1998 | 5,8 29.09.1993 | −1,8 31.10.1997 | −5,4 23.11.1998 | −7,7 29.12.1996 | −8,1 2005 |
| Record de chaleur (°C) date du record | 20,9 19.01.07   | 22,9 18.02.1998 | 27,1 18.03.1997 | 30,7 29.04.05   | 34,6 31.05.01  | 37,3 21.06.03  | 38,1 23.07.1998 | 39,4 14.08.03  | 35 02.09.1998  | 30,4 02.10.1997 | 23,1 03.11.05   | 19,7 05.12.06   | 39,4 2003 |
| Précipitations (mm)                   | 50,9            | 34,8            | 35,1            | 63              | 56,1           | 31,7           | 19,7            | 38,7           | 89,8           | 87,5            | 69,2            | 48,7            | 625,2     |

| Diagramme climatique                                  |             |             |         |              |              |              |              |              |            |             |             |
| J                                                     | F           | M           | A       | M            | J            | J            | A            | S            | O          | N           | D           |
| 10,92,450,9                                           | 12,72,834,8 | 16,85,335,1 | 19,7863 | 24,711,956,1 | 28,815,631,7 | 31,117,519,7 | 30,617,438,7 | 25,613,589,8 | 21,11187,5 | 14,15,969,2 | 10,82,848,7 |
| Moyennes : • Temp. maxi et mini °C • Précipitation mm |             |             |         |              |              |              |              |              |            |             |             |

### Milieux naturels et biodiversité

#### Espèces animales protégées
De nombreuses espèces d'oiseaux nichent dans les Alpilles et peuvent être observées sur le territoire de la commune de Saint-Rémy-de-Provence. Les plus réputées sont l'aigle de Bonelli, le vautour percnoptère, le faucon crécerellette et le hibou grand-duc.
Quantité de chauves-souris nichent sur le territoire communal, en particulier dans les carrières proches de Glanum. Des arrêtés préfectoraux de protection de biotope ont d'ailleurs été pris pour en assurer la préservation,,..
Les rochers arides abritent une espèce de lézard emblématique des Alpilles, le lézard ocellé, lui aussi considéré comme menacé et également protégé.

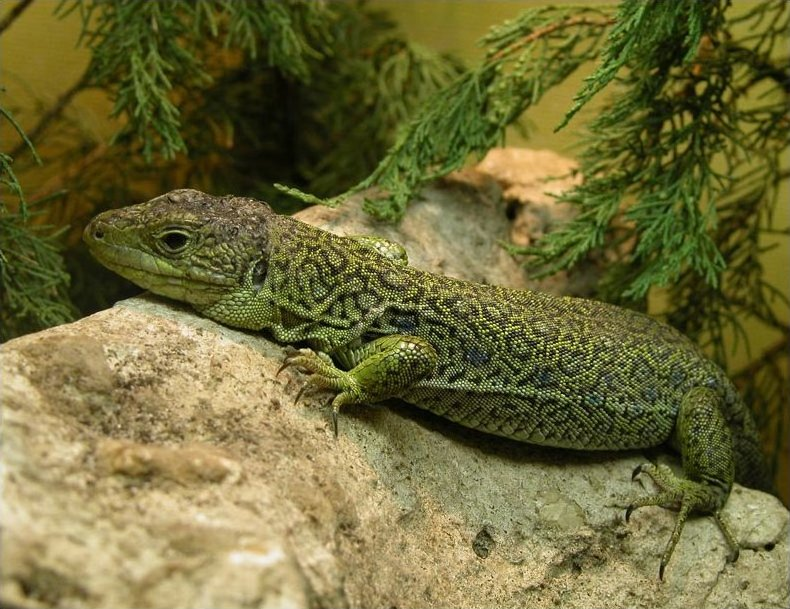
Lézard ocellé.
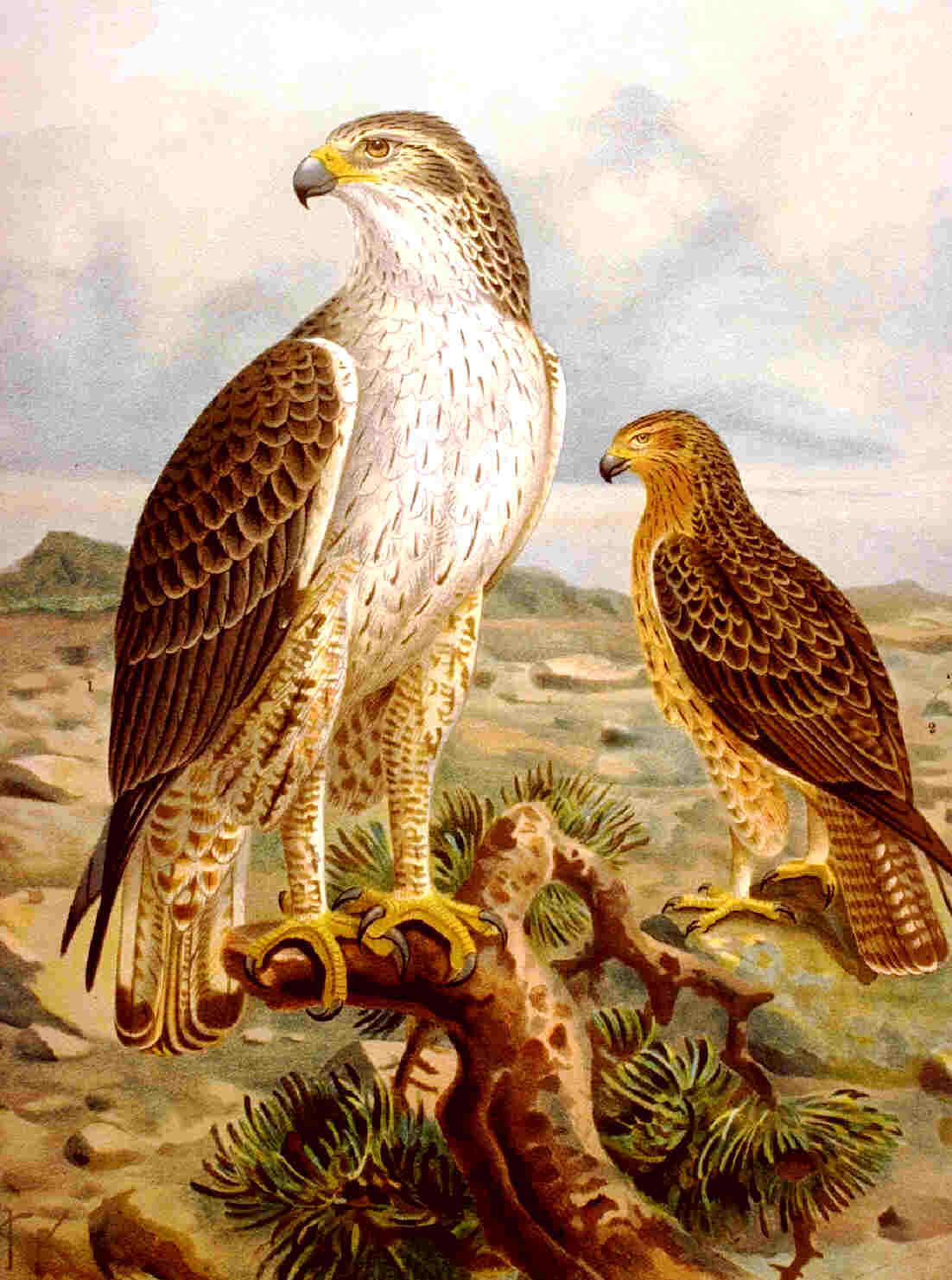
Aigle de Bonelli.
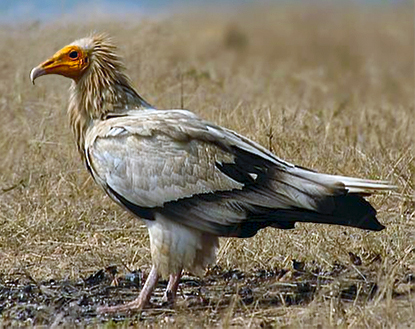
Vautour percnoptère.
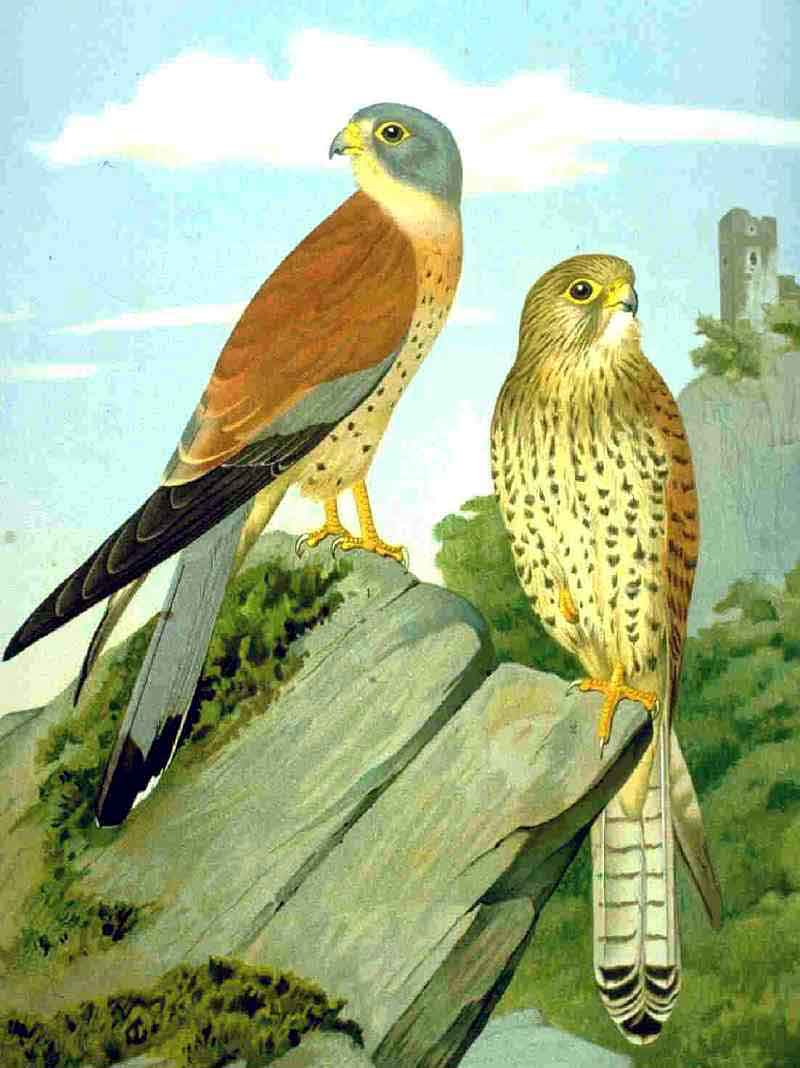
Faucon crécerellette.
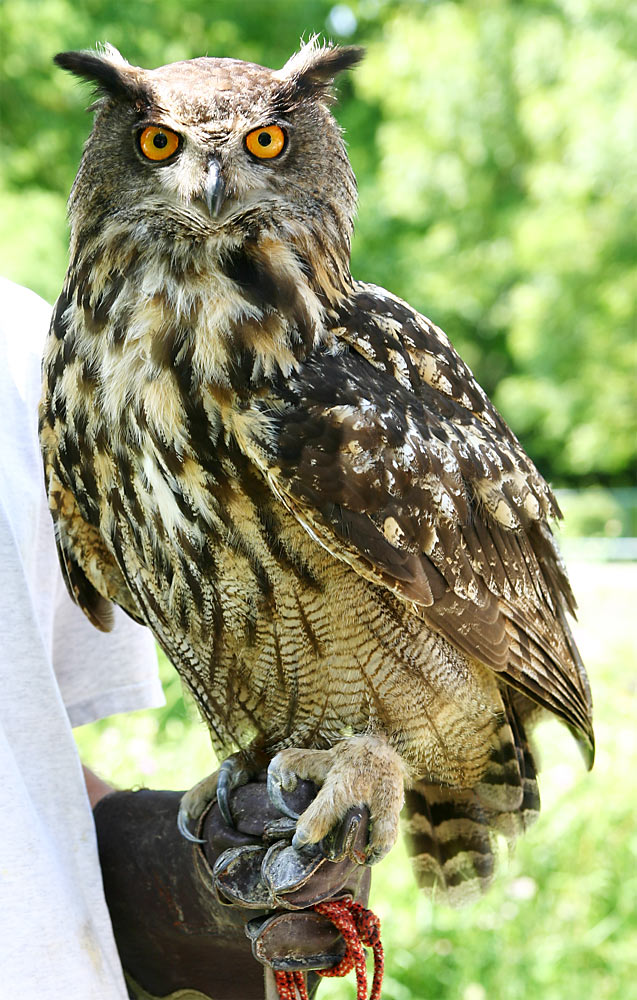
Hibou grand-duc.

#### Autres espèces
Le territoire de Saint-Rémy-de-Provence, et notamment ses vallons, compte de nombreux mammifères. Le sanglier y abonde, sa population est en progression. Inversement, le nombre de lièvres et de lapins tend à décroître. La raison semble en être l'épidémie de myxomatose de 1953 qui a causé des ravages dans la population et, depuis la fin du XXe siècle, le VHD viral qui provoque la diminution de l'espèce.

#### Flore
La flore de Saint-Rémy-de-Provence est, pour l'essentiel, xérique et méditerranéenne. Le botaniste Bernard Girerd y a dénombré 800 espèces végétales en 1992.
Hormis l'olivier, caractéristique du paysage des Alpilles, on note la présence de micocouliers, de chênes kermès de petite taille, d'amélanchiers.
Des espèces végétales protégées, comme la nivéole d'été (Leucojum aestivum) ou l'hélianthème à feuilles de Marum (Helianthemum lavandulaefolium), s'y rencontrent au fond des vallons.

## Urbanisme

### Typologie
Au 1er janvier 2024, Saint-Rémy-de-Provence est catégorisée petite ville, selon la nouvelle grille communale de densité à 7 niveaux définie par l'Insee en 2022.
Elle appartient à l'unité urbaine de Saint-Rémy-de-Provence, une agglomération intra-départementale dont elle est ville-centre,. Par ailleurs la commune fait partie de l'aire d'attraction de Saint-Rémy-de-Provence, dont elle est la commune-centre,. Cette aire, qui regroupe 2 communes, est catégorisée dans les aires de moins de 50 000 habitants,.

### Occupation des sols

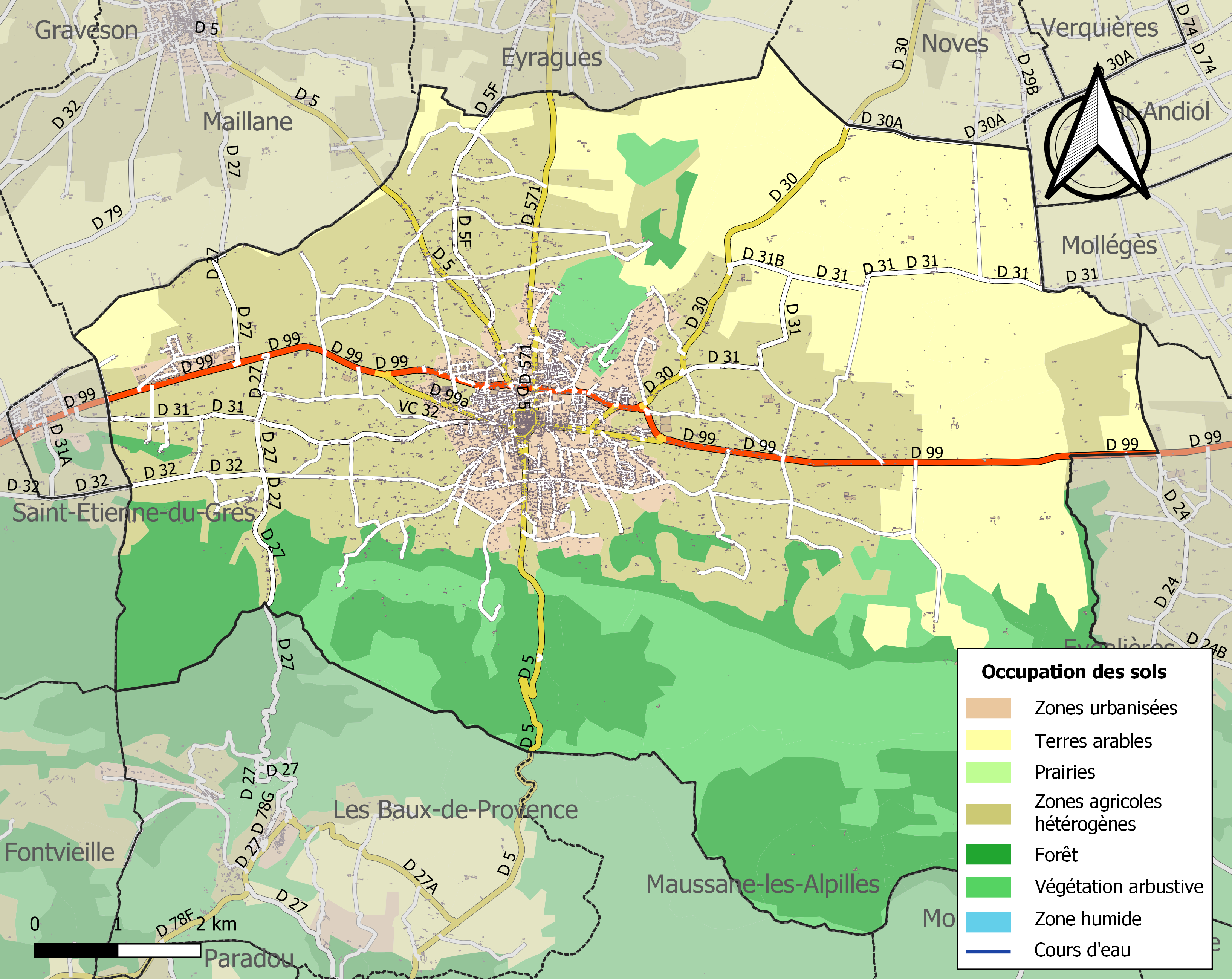
Carte des infrastructures et de l'occupation des sols de la commune en 2018 (CLC).

Le tableau ci-dessous présente l'occupation des sols de la commune en 2018, telle qu'elle ressort de la base de données européenne d’occupation biophysique des sols Corine Land Cover (CLC).
| Type d’occupation                                              | Pourcentage | Superficie (en hectares) |
| -------------------------------------------------------------- | ----------- | ------------------------ |
| Tissu urbain discontinu                                        | 6,1 %       | 551                      |
| Zones industrielles ou commerciales et installations publiques | 0,4 %       | 38                       |
| Terres arables hors périmètres d'irrigation                    | 13,4 %      | 1202                     |
| Vignobles                                                      | 1,4 %       | 128                      |
| Vergers et petits fruits                                       | 9,4 %       | 849                      |
| Systèmes culturaux et parcellaires complexes                   | 32,3 %      | 2901                     |
| Forêts de feuillus                                             | 5,0 %       | 454                      |
| Forêts de conifères                                            | 11,0 %      | 995                      |
| Forêts mélangées                                               | 4,9 %       | 438                      |
| Pelouses et pâturages naturels                                 | 1,3 %       | 114                      |
| Végétation sclérophylle                                        | 8,5 %       | 762                      |
| Forêt et végétation arbustive en mutation                      | 5,7 %       | 516                      |
| Source : Corine Land Cover                                     |             |                          |

### Lieux-dits, hameaux et écarts
- Quartier des Jardins
- Quartier de la Galine
- Quartier de Roussan
- Quartier du Grès
- Lagoy - en provençal Lagoua.
- Romanin - en provençal Roumanin.
- La Vallongue - en Provençal Vau-Longo
- Pierredon - en provençal Pue-Redoun.

### Logement
En 1999, 82 % des logements étaient individuels, 18 % collectifs, pour un total de 4 867 logements. Le taux de vacances s'élevait à 5,8 % (281 logements).

### Voies de communication et transports
La gare Avignon TGV se situe à 20 km. Les aéroports les plus proches sont ceux d'Avignon, Nîmes et Marseille.
Par ailleurs, de Saint-Rémy, plusieurs autoroutes et voies principales sont accessibles : l'autoroute A7, qui descend la vallée du Rhône et relie Lyon à Marseille via Orange, passe à une douzaine de km à l'est de Saint-Rémy. L'autoroute A54 (Nîmes - Salon-de-Provence) traverse le territoire provençal au sud de la commune. À Arles, elle est à 17 km. Enfin, l'A9, qui va d'Orange à Montpellier puis Perpignan, passe à une vingtaine de kilomètres au nord-ouest.
La D 571 (D 5 au sud de la commune, vers Maussane-les-Alpilles et Mouriès) permet d'accéder à Avignon au nord, à 18 km. La D 99 traverse également la commune, vers Tarascon puis Nîmes à l'ouest et Cavaillon à l'est.

### Risques naturels et technologiques

#### Sismicité
Le canton de Saint-Rémy-de-Provence est en zone de sismicité modérée (3) comme la majorité du département.

## Toponymie
Le nom de la ville était naguère « Saint Remi », devenant « Saint-Rémy » au cours du XIXe siècle. C'est par une délibération en date du 12 mars 1951 que le conseil municipal a plus récemment adopté le nom actuel de « Saint-Rémy-de-Provence ». L'absence initiale d'accent sur le « e » de « Remi » vient de Reims et du prénom de l'évêque Remi. C'est bel et bien la version originelle de ce prénom, prononcé de la sorte par les Rémois. Cet usage a été très longtemps respecté à Saint-Rémy, où au début du XXe siècle, les habitants continuaient à dire « Saint Remi » en français...
En provençal, le nom de la commune est Sant Roumié de Prouvènço.

## Histoire

### Préhistoire et Antiquité
Le territoire de Saint-Rémy est habité depuis la Préhistoire, en témoignent les gravures rupestres trouvées dans la grotte Otello que les archéologues qualifient de « grotte ornée ». Les peintures remontent au Néolithique final et à l'âge du bronze. Elles consistent en signes anthropomorphes et géométriques. Le site de Romanin est contemporain de celui de la grotte. Il constitue une station préhistorique sur laquelle se sont installées des populations. Un poignard en cuivre y a été découvert.

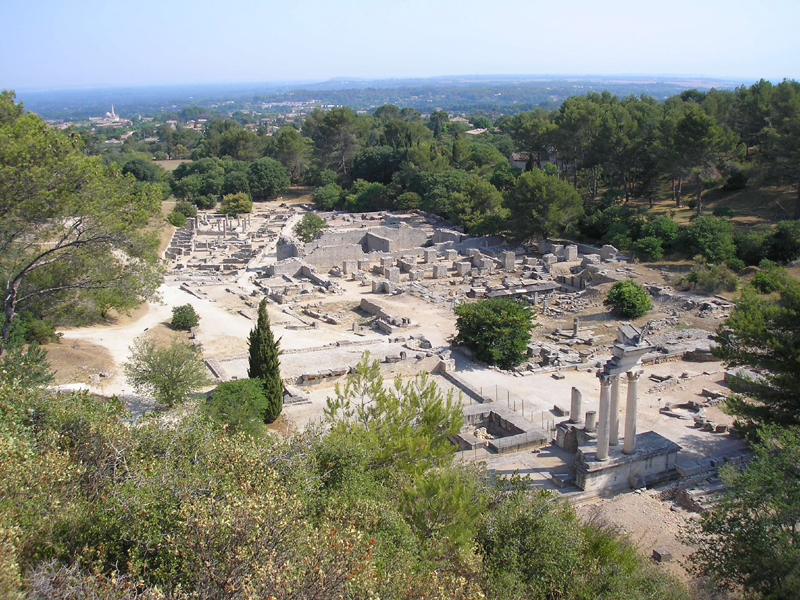
Vue générale du site de Glanum.

On trouve aussi sur le territoire de Saint-Rémy-de-Provence d'autres grottes ornées, comme la grotte Baldouin, dont les parois représentent des guerriers casqués. Leur datation est en revanche plus récente ; on les estime datées de l'âge du fer. Au premier âge du fer, les habitats préhistoriques continuent d'être habités pour la plupart, notamment au vallon Notre-Dame de Laval mais d'autres sites sont désormais peuplés, comme la Vallongue. Aux alentours du VIe siècle av. J.-C., le mont Gaussier se peuple, alors qu'il est à l'écart de l'agglomération qui se dessine sur le site de Glanum, même s'il finit incorporé dans l'ensemble. On estime que la ville de Glanon, outre son centre monumental, s'étend jusqu'au mont Gaussier, sur une superficie totale de 40 hectares. Le peuplement de quartiers périphériques se remarque au même moment dans d'autres d'endroits des Alpilles, comme aux Caisses de Jean-Jean (Mouriès), en retrait de Tericiae et, alors que la Protohistoire est fortement marquée par le pastoralisme et l'agriculture dans les Alpilles, on extrait de la pierre calcaire dans des carrières aux alentours de Saint-Rémy. Les activités liées à l'extraction de la pierre dureront jusqu'au début du XXe siècle.
Lors de la seconde partie du premier âge du Fer (VIIe – VIe siècles av. J.-C.), la population, jusqu'alors essentiellement nomade, se sédentarise et se met à construire en dur. Le castrum se structure à la manière d'un village avec ses rues et ses maisons adossées. Le processus d'installation permanente est à mettre en parallèle avec l'intensification des échanges économiques avec les commerçants méditerranéens. En échange de produits de luxe, les habitants des Alpilles produisent des céréales et passent d'un état d'autarcie à une véritable économie d'échange. Au cours des siècles suivants, la population des Alpilles diminue de façon conséquente : le comptoir grec d'Arles attire de nombreux habitants venus de toute la région.
Mais le site de Glanum est peu à peu abandonné pour un autre, plus au nord, situé au commencement de la plaine et sur le bord de la voie Domitienne. C'est là que s'établit la nouvelle agglomération. qui deviendra Saint-Rémy.

### Moyen Âge
Au Moyen Âge, sous la dynastie carolingienne, le territoire est la propriété de l'abbaye Saint-Remi de Reims, d'où le nom de Saint-Rémy. Une légende affirme que le roi Clovis aurait parcouru la région accompagné par l'évêque de Reims Remi qui l'avait baptisé. Le prélat ayant réalisé un miracle, un notable local lui aurait légué ces biens fonciers. Une autre tradition prétend que les rois de France étaient sacrés avec de l'huile provenant de ces domaines, et donc de Saint-Rémy. Quoi qu'il en soit, L’abbaye Saint-André de Villeneuve-lès-Avignon y a été aussi un important propriétaire, en possédant pas moins de six églises, dont cinq simultanément à la fin du XIIe siècle :
- une église Saint-Jean, à la fin du Xe siècle ;
- de la fin du Xe siècle au XIIIe siècle : les églises Saint-Paul-de-Mausole, Saint-Pierre (aujourd’hui disparue, proche de la précédente), l’église Sancti Quirici, renommée Sancti Cyricii de Pedanicis, à Saint-Clerg, et l’église Sainte-Marie et Saint-Stéphane, au lieu-dit Notre-Dame-de-Laval ;
- seulement à la fin du XIIe siècle, l’église Notre-Dame de Romanin, à l’époque appelée Sanctae Mariae de Pedacinis..

Le 12 octobre 1322, Rostaing Andrée de Mayronis (?-ap. 1343), noble, habitant de Sisteron, coseigneur de Meyronnes, Tournoux, Gleisoles et probablement de Larche (Baillie de Barcelonnette) en 1328 fut chargé avec Pierre Audiberti, par le sénéchal, de faire le bornage de Saint-Rémy et de Lagoy, fief qui restera indépendant de Saint-Rémy jusqu'à la Révolution.
Saint-Rémy fait alors partie du diocèse d’Avignon, ce qui sera le cas jusqu'à la fin du XVIIIe siècle. Cela lui vaudra une certaine aisance au Moyen Âge, en particulier lors du séjour des Papes à Avignon. C’est dans ce contexte qu’il faut mettre l’érection de l’église paroissiale en collégiale par le pape Jean XXII en 1331, qui finance aussi la construction d’un magnifique clocher.
La mort de la reine Jeanne Ire ouvre une crise de succession à la tête du comté de Provence, les villes de l’Union d'Aix (1382-1387) soutenant Charles de Duras contre Louis Ier d'Anjou. Le roi de France, Charles VI, intervient et envoie le sénéchal de Beaucaire, Enguerrand d'Eudin, auquel se rallie Guillaume-Roger de Turenne. Saint-Rémy, tenu par ce dernier, se trouve donc neutre en début de guerre, et du côté angevin à la fin de la décennie.
Dès la période médiévale, Saint-Rémy jouit du privilège d’être une ville comtale, c’est-à-dire dépendant directement du prince, sans pouvoir être aliénée par lui. C’est de là que proviennent les armoiries de la cité, dans lesquelles brillent le « sang et or » de la Maison princière des Raymond-Bérenger. Les historiens ont prouvé que cet insigne ne proviendrait pas de Catalogne mais de la bannière pré-héraldique de l’ancien royaume de Bourgogne ou d’Arles… Même s’il avait déjà été quelque peu rogné, en particulier par le Roi René, ce statut de ville comtale sera maintenu de manière formelle lors de l’annexion de la Provence à la France à la mort du dernier prince provençal, Charles V d'Anjou - en Provence, Charles III.
Comme ce fut le cas dans toute la Provence, l'annexion française entraîna l’expulsion de la communauté israélite locale, d'où était issue la famille du fameux Nostradamus, convertie au catholicisme, dès le XVe s. puis anoblie. Cela explique la naissance à Saint-Rémy de Michel de Nostredame le 14 décembre 1503.

### Temps modernes
Sous l’Ancien Régime, Saint-Rémy est considérée comme une « ville » à part entière, et non comme un simple village. La présence sur son territoire de ce que l’on appelle alors les « Antiquités » - actuel site des Antiques avec son arc de triomphe et son mausolée - lui donne un prestige non négligeable. À ce titre, elle envoie un député aux États de Provence remplacée par l’assemblée des Communautés, qui votent chaque année les impôts de la principauté, puis de la province annexée à la France. Dans l'ouest de la Provence, elle partage seulement ce privilège avec Tarascon - Arles et les Baux étaient alors « terres adjacentes » du comté... Si cette assemblée se réunissait traditionnellement à Lambesc, elle le fit de manière exceptionnelle à Saint-Rémy en 1661.
Après avoir connu quelques soubresauts lors de l’apparition de la Réforme, Saint-Rémy subit de plein fouet l’épidémie de peste de 1720-1721, au cours de laquelle périt près d’un tiers de sa population.
Depuis 1642 et le traité de Péronne, l’agglomération avait aussi perdu de fait son statut de « ville royale ». En effet, le roi Louis XIII attribua alors la seigneurie de Saint-Rémy aux princes de Monaco, qui conserveront cette suzeraineté théorique jusqu’à la Révolution. Si les rapports entre les Grimaldi et leur fief saint-rémois furent toujours cordiaux, il n’en fut pas de-même entre les représentants locaux des princes, les membres de la famille Pistoye, qui cumulaient cette fonction avec celles de viguier et de juge royal. Véritable petits potentats locaux imbus de leurs privilèges, les Pistoye exacerberont la vie publique locale. Cela explique en grande part l’accueil très favorable de la Révolution à Saint-Rémy. Deux Saint-rémois seront ainsi élus à l’Assemblée Nationale puis à la Convention: Pierre-Toussaint Durand de Maillane (1729-1814), ainsi qu’André Pellissier (1742-1791), remplacé par la suite par son fils Denis-Marie (1765-1829), qui votera la mort de Louis XVI.

### Époque contemporaine

#### Apogée économique
Le XIXe siècle verra l’apogée économique de Saint-Rémy avec le développement de la culture du chardon cardaire et des graines, grâce à l’extension du Canal des Alpines. En favorisant l’irrigation, cela transforma la ville en un centre de renom international qui entretenait des rapports commerciaux avec toute l'Europe ou les États-Unis. Les grandes familles de négociants, tels les Mistral-Bernard, les Blain ou les Roumanille se font bâtir d’opulentes maisons à l’extérieur des remparts. Cette activité durera jusqu’à la Première Guerre mondiale avant de connaître un déclin notable.
En 1874, la ville se voit dotée d'une gare, grâce à l'ouverture d'une ligne de chemin de fer jusqu'à Tarascon, sur laquelle circuleront marchandises et voyageurs, contribuant à la prospérité économique. La ligne connaît même une extension jusqu'à Orgon en 1887. Elle ferme en 1950. La gare et ses halles sont toujours en place, sur l'actuelle place Charles-de-Gaulle. La portion de 8 km de ligne jusqu'à Saint-Étienne-du-Grès a été depuis transformée en voie verte.

#### Ville d'artistes et d'intellectuels
Dès l’Ancien Régime avec la présence en ses murs d’un petit collège tenu par les Trinitaires, la ville possède une élite cultivée. Avec ce contexte favorable, Saint-Rémy connaît dès cette époque une certaine vocation intellectuelle qui ne fit que se développer et ne se démentira jamais jusqu'à nos jours. Le souvenir de Nostradamus, la richesse de son patrimoine et la beauté de ses paysages attirent aussi de manière précoce artistes et intellectuels. Si c’est sans doute seulement en raison de sa proximité avec Arles que Vincent van Gogh y est interné dans la maison de santé de Saint-Paul de Mausole (1889), le peintre hollandais y réalisera quelques-unes de ses œuvres les plus connues, qui augmenteront plus encore la notoriété du site. D’autres artistes viendront ensuite séjourner ou s’établir à Saint-Rémy comme René Seyssaud (1867-1952), Jean Baltus (1880-1946), Albert Gleizes (1881-1953), André Hambourg (1909-1999) ou Mario Prassinos (1916-1885).
Avec la renaissance provençale initiée par Frédéric Mistral (1830-1914) dans les années 1850, Saint-Rémy devient le centre névralgique de ce mouvement tout comme ses voisines Maillane, Avignon, puis Arles. Frédéric Mistral lui-même était d’origine saint-rémoise par son père. C’est dans ce contexte qu'il faut remettre des écrivains saint-rémois d'expression provençale tels que Joseph Roumanille (1818-1891), Marius Girard (1838-1906) et sa fille Marie Gasquet (1872-1960), Charles Mauron (1899-1966), sa première épouse Marie Roumanille, en littérature Marie Mauron (1896-1986). On citera aussi Charles Galtier (1913-2004) du village voisin d'Eygalières mais très lié à Saint-Rémy, ou le poète et érudit Marcel Bonnet (1922-2007),. C'est aussi dans le même contexte que Charles Gounod vint séjourner à Saint-Rémy en 1862 pour y composer son opéra Mireille, tiré du poème de Frédéric Mistral. Des intellectuels et écrivains britanniques comme Roger Eliott Fry (1866-1934) ou Edward Morgan Forster (1879-1970) séjournent volontiers à Saint-Rémy, grâce à leur amitié avec l'écrivain Charles Mauron, déjà cité. Ancien Résistant, Maire de Saint-Rémy entre 1945 et 1959, militant de la culture provençale mais aussi mais grand intellectuel inventeur de la psychocritique, ce dernier traduira en français certaines œuvres de Forster ainsi que d'autres écrivains anglais du groupe de Bloomsbury.Il convient aussi d'évoquer les noms d’érudits ou archéologues tels que le Docteur Edgar Leroy (1883-1963), Pierre de Brun (1874-1941) ou Henri Rolland (1887-1970). On signalera enfin que l’écrivain, journaliste et polémiste Léon Daudet (1867-1942) décéda à Saint-Rémy pendant la Seconde Guerre mondiale dans la maison qu’il y possédait, ce qu’il explique qu’il est enterré au cimetière de cette commune.
Si la ville a malheureusement perdu en grande partie sa vocation agricole, Saint-Rémy-de-Provence est devenu un lieu de villégiature privilégié de nombreux touristes et personnalités qui apprécient plus que jamais son cadre enchanteur.

## Politique et administration

### Administration municipale

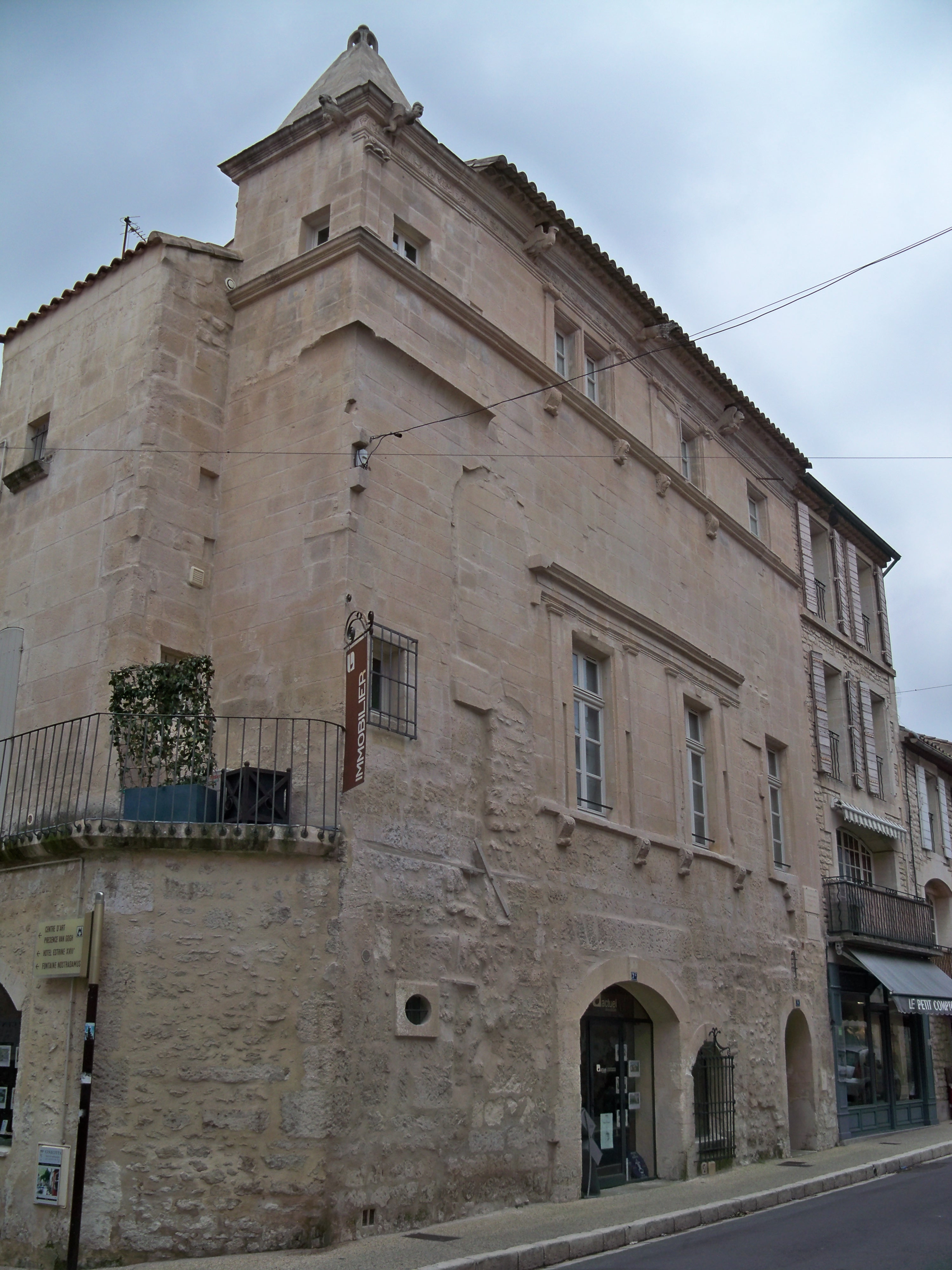
Ancien hôtel de ville (1806-1820).

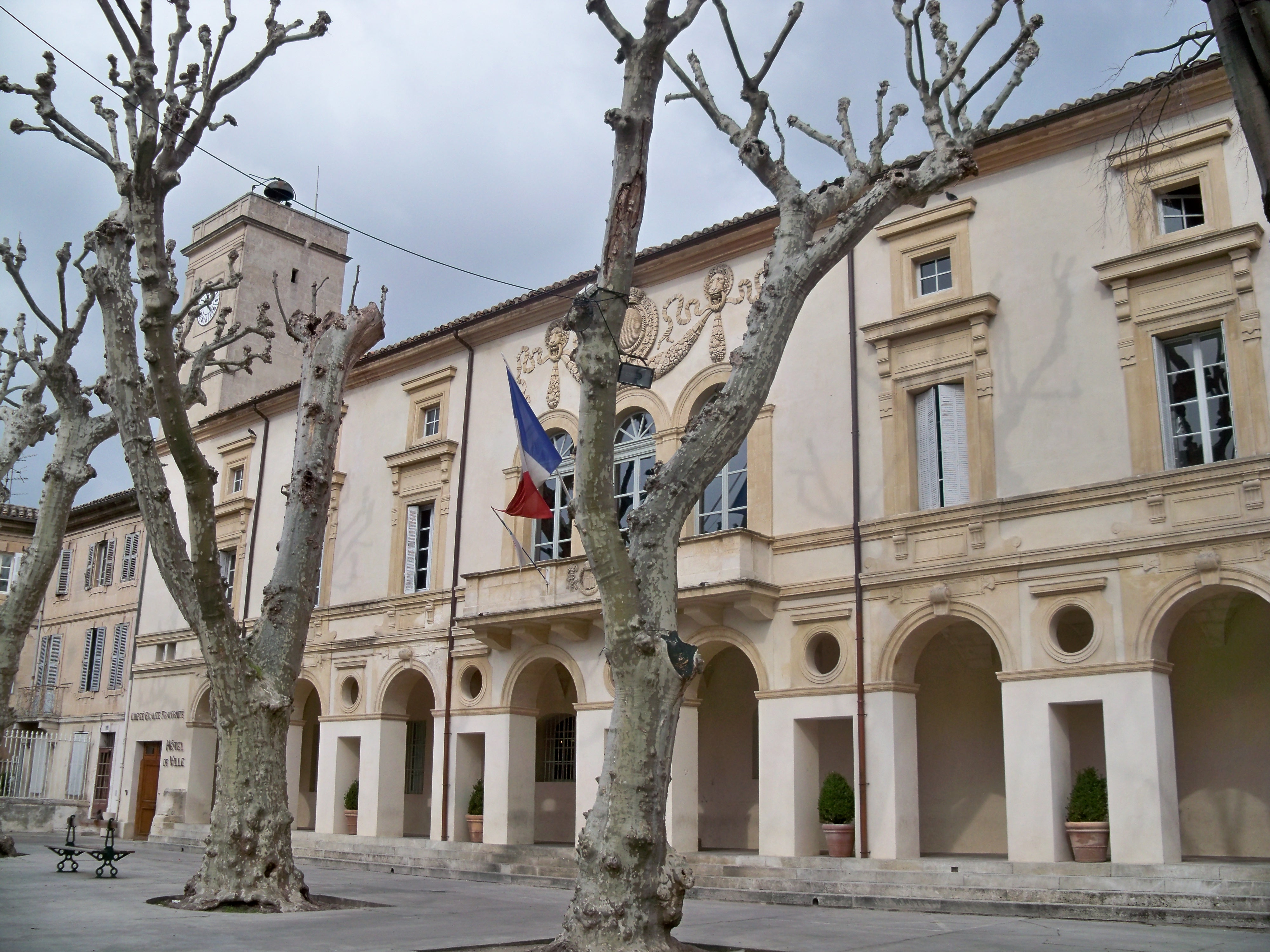
Mairie actuelle.

Voici ci-dessous le partage des sièges au sein du Conseil municipal de Saint-Rémy-de-Provence :

### Tendances politiques et résultats
Le tribunal administratif de Marseille annule en février 2021 les élections municipales de Saint-Rémy-de-Provence, remportées par Hervé Chérubini de seulement cinq voix en 2020. Des bulletins de vote ne mentionnaient pas la nationalité belge d'une colistière du maire sortant.

### Finances communales

#### Budget et fiscalité 2016
En 2016, le budget de la commune était constitué ainsi :
- total des produits de fonctionnement : 16 212 000 €, soit 1 623 € par habitant ;
- total des charges de fonctionnement : 15 623 000 €, soit 1 564 € par habitant ;
- total des ressources d’investissement : 4 348 000 €, soit 465 € par habitant ;
- total des emplois d’investissement : 3 722 000 €, soit 373 € par habitant.
- endettement : 13 729 000 €, soit 1 375 € par habitant, pour 842 € de moyenne pour la strate.

### Liste des maires
De 1789 à 1799, les agents municipaux (maires) sont élus au suffrage direct pour 2 ans et rééligibles, par les citoyens actifs de la commune, contribuables payant une contribution au moins égale à 3 journées de travail dans la commune. Sont éligibles ceux qui paient un impôt au moins équivalent à dix journées de travail.
De 1799 à 1848, la constitution du 22 frimaire an VIII (13 décembre 1799) revient sur l’élection du maire, les maires sont nommés par le préfet pour les communes de moins de 5 000 habitants. La Restauration instaure la nomination des maires et des conseillers municipaux. Après 1831, les maires sont nommés par le roi pour les communes de plus de 3 000 habitants, par le préfet pour les plus petites, mais les conseillers municipaux sont élus pour six ans.
Du 3 juillet 1848 à 1851, les maires sont élus par le conseil municipal pour les communes de moins de 6 000 habitants.
De 1851 à 1871, les maires sont nommés par le préfet, pour les communes de moins de 3 000 habitants et pour 5 ans à partir de 1855.
Depuis 1871, les maires sont élus par le conseil municipal à la suite de son élection au suffrage universel.

### Intercommunalité
Saint-Rémy-de-Provence est une des dix communes de la communauté de communes Vallée des Baux-Alpilles.

### Jumelages
La commune de Saint-Rémy-de-Provence est jumelée avec les villes :
- Pfarrkirchen (Allemagne) est une ville de 11 739 habitants (au 31 décembre 2006), située dans le Land de Bavière
- Bientina (Italie) est une commune italienne de 7 495 habitants (au 31 décembre 2009), située dans la province de Pise dans la région Toscane.

## Équipements et services publics

### Eau et déchets
Le traitement des déchets des ménages et déchets assimilés est assuré dans le cadre des missions de la communauté de communes Vallée des Baux-Alpilles.

### Espaces publics
- Parc du château de Lagoy[68],[69],[70].
- Parc du château de Roussan[71]
- Parc de l'ancien Mas de la Fabrique[72]
- Square de la bibliothèque municipale Joseph-Roumanille[73].
- Cour jardin de l'hôtel de Lagoy[74]
- Jardin d'hôtel particulier[75].
- Parc de l'ancienne Maison Mistral-Bernard, devenu un temps l'hôtel Les Antiques[76].
- Jardin du mas de Bagatelle[77]
- Jardin du cloître de Saint-Paul-de-Mausole[78].
- Jardin du mas de la Croix-des-Vertus[79].
- Jardin de l'abbaye de Pierredon[80].

### Enseignement
Les élèves de Saint-Rémy-de-Provence commencent leurs études aux écoles maternelles « Mas Nicolas » ou « Marie Mauron » puis aux écoles élémentaires de l’Argelier, de Saint-Martin, ou de la République. Ils les poursuivent au collège Glanum, accueillant 791 collégiens en 2012. Une école d'enseignement privé est également installée sur la commune, qui possède aussi un lycée agricole. Mais les jeunes saint-rémois sont généralement contraints d'aller dans les lycées des villes voisines - Tarascon, Arles ou Avignon - afin d'y préparer le baccalauréat.
Créée en 1981 sous forme associative par Philippe Latourelle, l'école de musique de Saint-Rémy-de-Provence est à l'origine de l'actuel Conservatoire de musique du Pays d'Arles créé en 2012, qui regroupe les communes de la communauté d'agglomérations Arles Camargue Crau Montagnette (ACCM), mais y intègre toujours la commune saint-rémoise.

### Santé
L'établissement de santé le plus connu de Saint-Rémy-de-Provence est la clinique Saint-Paul-de-Mausole, intégrée au monastère Saint-Paul-de-Mausole, lieu où Vincent van Gogh fut interné. De nombreux médecins sont installés sur la commune. L'ancien hôpital municipal a été transformé en maison de retraite, l'EHPAD Marie-Gasquet, tandis que la commune possède aussi une clinique de rééducation fonctionnelle, Korian-Glanum.

## Population et société

### Démographie

#### Évolution démographique
L'évolution du nombre d'habitants est connue à travers les recensements de la population effectués dans la commune depuis 1793. Pour les communes de plus de 10 000 habitants les recensements ont lieu chaque année à la suite d'une enquête par sondage auprès d'un échantillon d'adresses représentant 8 % de leurs logements, contrairement aux autres communes qui ont un recensement réel tous les cinq ans,.

En 2022, la commune comptait 9 547 habitants, en évolution de −0,68 % par rapport à 2016 (Bouches-du-Rhône : +2,48 %, France hors Mayotte : +2,11 %).
| 1793  | 1800  | 1806  | 1821  | 1831  | 1836  | 1841  | 1846  | 1851  |
| ----- | ----- | ----- | ----- | ----- | ----- | ----- | ----- | ----- |
| 5 055 | 5 055 | 5 737 | 5 181 | 5 464 | 5 007 | 5 930 | 6 077 | 6 124 |

| 1856  | 1861  | 1866  | 1872  | 1876  | 1881  | 1886  | 1891  | 1896  |
| ----- | ----- | ----- | ----- | ----- | ----- | ----- | ----- | ----- |
| 6 340 | 6 348 | 6 315 | 6 030 | 5 999 | 5 815 | 5 813 | 5 636 | 5 976 |

| 1901  | 1906  | 1911  | 1921  | 1926  | 1931  | 1936  | 1946  | 1954  |
| ----- | ----- | ----- | ----- | ----- | ----- | ----- | ----- | ----- |
| 6 009 | 6 148 | 6 174 | 5 938 | 6 369 | 6 598 | 6 723 | 6 877 | 6 893 |

| 1962  | 1968  | 1975  | 1982  | 1990  | 1999  | 2006   | 2011   | 2016  |
| ----- | ----- | ----- | ----- | ----- | ----- | ------ | ------ | ----- |
| 7 582 | 8 044 | 7 923 | 8 402 | 9 340 | 9 806 | 10 203 | 10 826 | 9 612 |

| 2021  | 2022  | - | - | - | - | - | - | - |
| ----- | ----- | - | - | - | - | - | - | - |
| 9 619 | 9 547 | - | - | - | - | - | - | - |

#### Pyramide des âges
La population de la commune est relativement âgée. En 2018, le taux de personnes d'un âge inférieur à 30 ans s'élève à 26,6 %, soit un taux inférieur à la moyenne départementale (35,3 %). À l'inverse, le taux de personnes d'un âge supérieur à 60 ans (36,2 %) est supérieur au taux départemental (26,3 %).
En 2018, la commune comptait 4 611 hommes pour 5 218 femmes, soit un taux de 53,09 % de femmes, supérieur au taux départemental (52,24 %).
Les pyramides des âges de la commune et du département s'établissent comme suit :
| Hommes | Classe d’âge | Femmes |
| ------ | ------------ | ------ |
| 1,3    | 90 ou +      | 2,5    |
| 10,9   | 75-89 ans    | 13,6   |
| 21,9   | 60-74 ans    | 22,0   |
| 21,4   | 45-59 ans    | 23,5   |
| 15,1   | 30-44 ans    | 14,4   |
| 15,4   | 15-29 ans    | 11,4   |
| 14,0   | 0-14 ans     | 12,6   |

| Hommes | Classe d’âge | Femmes |
| ------ | ------------ | ------ |
| 0,8    | 90 ou +      | 1,9    |
| 7,6    | 75-89 ans    | 9,8    |
| 16,2   | 60-74 ans    | 17,2   |
| 19,7   | 45-59 ans    | 19,5   |
| 18,8   | 30-44 ans    | 18,6   |
| 18,4   | 15-29 ans    | 16,9   |
| 18,6   | 0-14 ans     | 16,1   |

### Manifestations culturelles et festivités

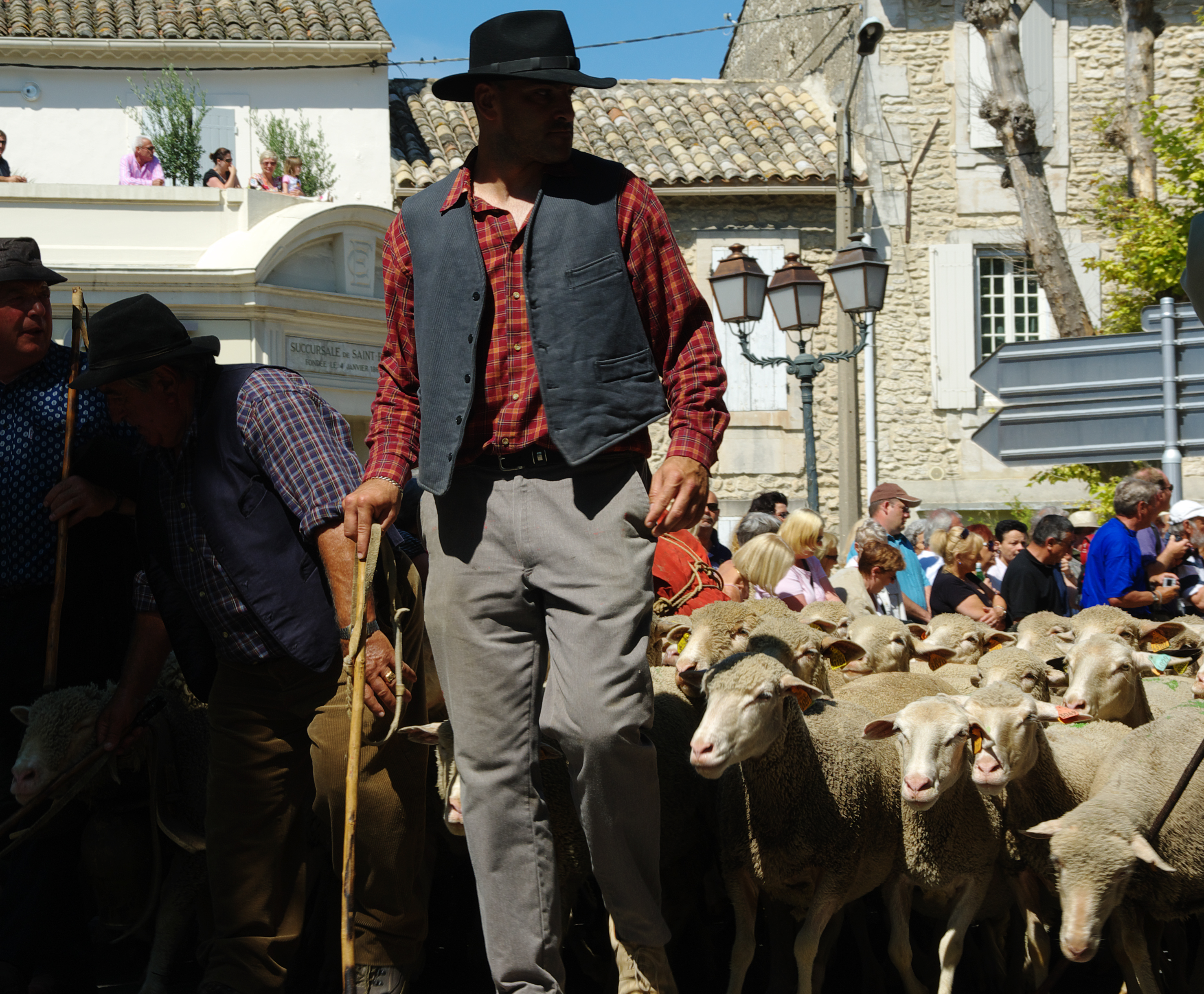
Berger à la fête de la transhumance de Saint-Rémy.

- La Dame de Saint-Rémy et ses demoiselles d’honneur représentent la tradition provençale et la ville, dans et hors les murs, lors des manifestations traditionnelles.

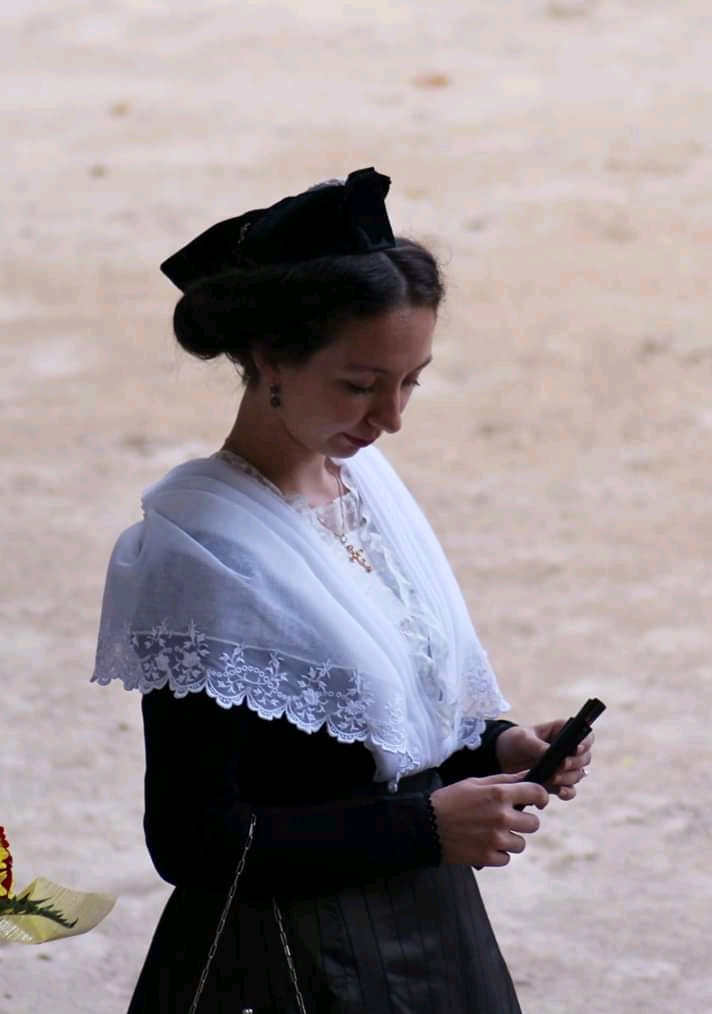
Dame de Saint-Rémy.

- La Fête du Vin et de l'Artisanat d'Art organisée chaque année le dernier week-end de juillet depuis 1982 par l'association « Fêtes & Salons » est un événement régional très fréquenté où des viticulteurs venus de toute la France ainsi que de nombreux artisans d'art créateurs et producteur alimentaire proposent leur production durant trois jours dans les rues du centre-ville[90].
- La Transhumance qui a lieu chaque année pour le lundi de Pentecôte.
- La Feria de Saint Rémy et ses nombreuses manifestations taurines (Abrivado, Bandido, Encierro, Corrida Portugaise, etc.) qui se déroulent chaque année autour du 15 août[91],[92],[93].
- Le Carnaval de Saint-Rémy-de-Provence qui célèbre l'équinoxe de printemps dont le personnage emblématique est la Chauche Vieille - en provençal chaucho-vièio - sorcière crainte mais respectée, guérisseuse et gardienne de la nature qui observe les humains et leurs turpitudes depuis les égouts car elle y a été entraînée jadis, par un violent orage avec son monstre dégoûtant et farceur.
- Jusqu'en 2010 Saint-Rémy-de-Provence eut son Festival International de Jazz, dirigé par Coco Briaval, formation de jazz manouche créée en 1964 par son leader Henri Briaval, dit Coco.
- Depuis 2016 a été mise en place une carte « Ambassadeurs du Patrimoine » donnant droit à la gratuité dans les musées et monuments aux résidents saint-rémois - dépôt archéologique de l'Hôtel de Sade, Glanum, Musée des Alpilles, Musée Estrine, Saint-Paul de Mausole. De manière parallèle, les touristes peuvent acquérir un « pass » leur permettant de visiter tous ces sites à un prix réduit.

### Sports et loisirs
Vol à voile : Aéroclub de Saint-Rémy-les-Alpilles (aérodrome du Mazet de Romanin) détenteur des records mondiaux de durée masculins et féminins sur planeur mono et biplace. Les records de durée en vol à voile ne sont plus homologués depuis 1956.

### Cultes et religions
Le culte catholique est représenté par les paroisses de Saint-Rémy-de-Provence, Eygalières, Mollégès, Saint-Andiol, Plan-d'Orgon, Verquières et Cabannes qui sont regroupées en un ensemble pastoral.
Situé dans le voisinage de la terre des Baux-de-Provence, où le protestantisme s'établit de manière précoce, Saint Rémy-de-Provence a vu l'apparition de la Réforme durant la seconde moitié du XVIe siècle. Cette petite communauté possédait même son propre cimetière, qui voisinait celui des catholiques - actuelle place de la République, au niveau de l'Hôtel Ville-Verte Charles-Gounod. Mais le protestantisme disparut vite, le cimetière étant alors désaffecté et réunit au principal.
Disparue lors de son expulsion de Provence à la fin du XVe siècle, la communauté juive saint-rémoise s'est progressivement reconstituée dès la fin du XVIIIe siècle avec l'installation de familles venant d'Avignon et du Comtat Venaissin. Ayant toujours conservé le souvenir de ce dernier, pourtant abandonné depuis des siècles, les Israélites saint-rémois restaurèrent leur ancien cimetière sur son site initial, clos de murs par la municipalité en 1847. Ils n'y ouvrirent pourtant jamais de synagogue, sans doute indice prouvant déjà leur déjudaïsation. Portant pour la plupart le patronyme de Millaud, les juifs saint-rémois, totalement intégrés dans la communauté française, s'y disperseront au cours du XXe siècle. Après qu'une ultime inhumation y ait été réalisée en 1910, le cimetière fut désaffecté en 1977 et placé sous la protection de la Ville de Saint-Rémy. Le site a été inscrit à l'inventaire des Monuments Historiques en juin 2007.

## Économie

### Revenus de la population et fiscalité
En 2008, le revenu fiscal médian par ménage était de 16 633 €, ce qui plaçait Saint-Rémy-de-Provence au 19 054e rang parmi les 31 604 communes de plus de 50 ménages en métropole 
.
En 2014 le revenu est de 19 232 €.

### Fiscalité
| Taxe                                                                     | Part communale | Part intercommunale | Part départementale | Part régionale |
| ------------------------------------------------------------------------ | -------------- | ------------------- | ------------------- | -------------- |
| Taxe d'habitation (TH)                                                   | 18,23 %        | ?, %                | ?, %                | ?, %           |
| Taxe foncière sur les propriétés bâties (TFPB)                           | 19,39 %        | ?, %                | ?, %                | ?, %           |
| Taxe foncière sur les propriétés non bâties (TFPNB)                      | 49,53 %        | ?, %                | ?, %                | ?, %           |
| Taxe additionnelle à la taxe foncière sur les propriétés non bâties (TA) | 0,00 %         | ?, %                | ?, %                | ?, %           |
| Cotisation foncière des entreprises (CFE)                                | 0,00 %         | ?, %                | ?, %                | ?, %           |

La part régionale de la taxe d'habitation n'est pas applicable.
La taxe professionnelle a été remplacée en 2010 par la cotisation foncière des entreprises (CFE) portant sur la valeur locative des biens immobiliers et par la contribution sur la valeur ajoutée des entreprises (CVAE) (les deux formant la contribution économique territoriale (CET) qui est un impôt local instauré par la loi de finances pour 2010).

### Emploi
Le taux de chômage s'élevait à 14,5 % en 1999, et le nombre d'actifs à 3878. 66,1 % des actifs ayant un emploi travaillaient et résidaient dans la même commune en 1999. Le tertiaire représentait alors le secteur d'activité le plus développé, avec 2 652 personnes (soit 68,4 % des actifs), devant l'agriculture (12,9 %), l'industrie (10,9 %) et la construction (7,8 %). 514 personnes étaient artisans, commerçants ou chefs d'entreprise en 1999 (soit 13,3 % des actifs). L'Économie Sociale et Solidaire est un secteur important de la commune. L'ESS représente 13,9 % de l'emploi soit 485 salariés répartis sur 46 structures. Cela représente un total de 11,4 millions d'euros de rémunération brute versée. Saint-Rémy-de-Provence, par l'intermédiaire de l'association La Courte Echelle, bénéficie du premier Contrat Local de Développement de l'ESS signé avec la Région PACA en 2010.
La ville accueille dans un ancien moulin un studio d'enregistrement, La Fabrique, où sont notamment passés Mika, Nick Cave, Chimène Badi, Jacques Higelin, Jay-Z, Beyoncé, Johnny Hallyday, Kanye West, Patrick Bruel, Jean-Louis Aubert, Rammstein ou encore Charles Aznavour. Une des plus riches collections de 78 tours au monde (plusieurs dizaines de milliers de disques) s'y trouve également ; elle appartient au critique musical de l'ORTF Armand Panigel, ancien locataire du bâtiment.

### Tourisme

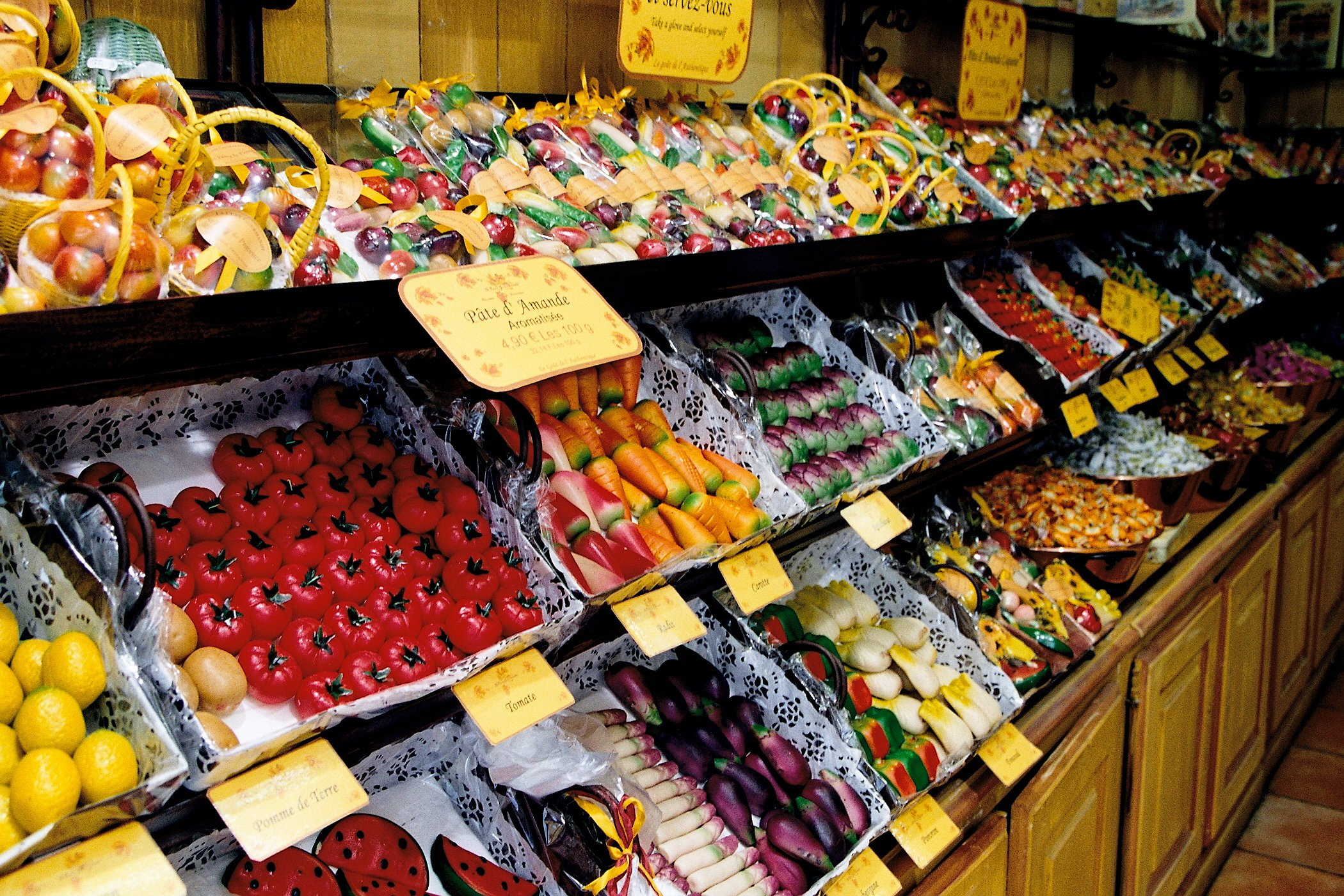
Fruits déguisés, un des fleurons de la gastronomie à Saint-Rémy.

Hormis l'agriculture, l'économie la plus facilement identifiable autour du massif des Alpilles est liée au tourisme. Même les producteurs viticoles et oléicoles semblent tenir compte du développement du tourisme et de plus en plus de domaines proposent de la dégustation, voire dans certains cas de véritables cours d'initiation à l'œnologie.
On peut considérer trois principales sortes de tourisme dans les Alpilles. Tout d'abord, le tourisme historique et culturel qui s'appuie sur un patrimoine riche (les Baux-de-Provence, Glanum, etc.) ou sur des festivals. Ensuite, le tourisme de résidence et de détente qui se traduit par un important développement des chambres d'hôtes, de l'hôtellerie et de la location saisonnière, par une concentration importante résidences secondaires avec piscines. Enfin, le tourisme vert qui profite des nombreux chemins de randonnées et du cadre protégé qu'offrent le massif et ses environs.
La commune de Saint-Rémy est fortement touristique. Elle dispose de nombreux hôtels, gîtes, chambres d'hôtes, restaurants, bars et bars à vins, ainsi que 4 campings. Elle comptait, en 1999, 497 résidences secondaires, soit 10,2 % du total des logements de la commune.

### Agriculture

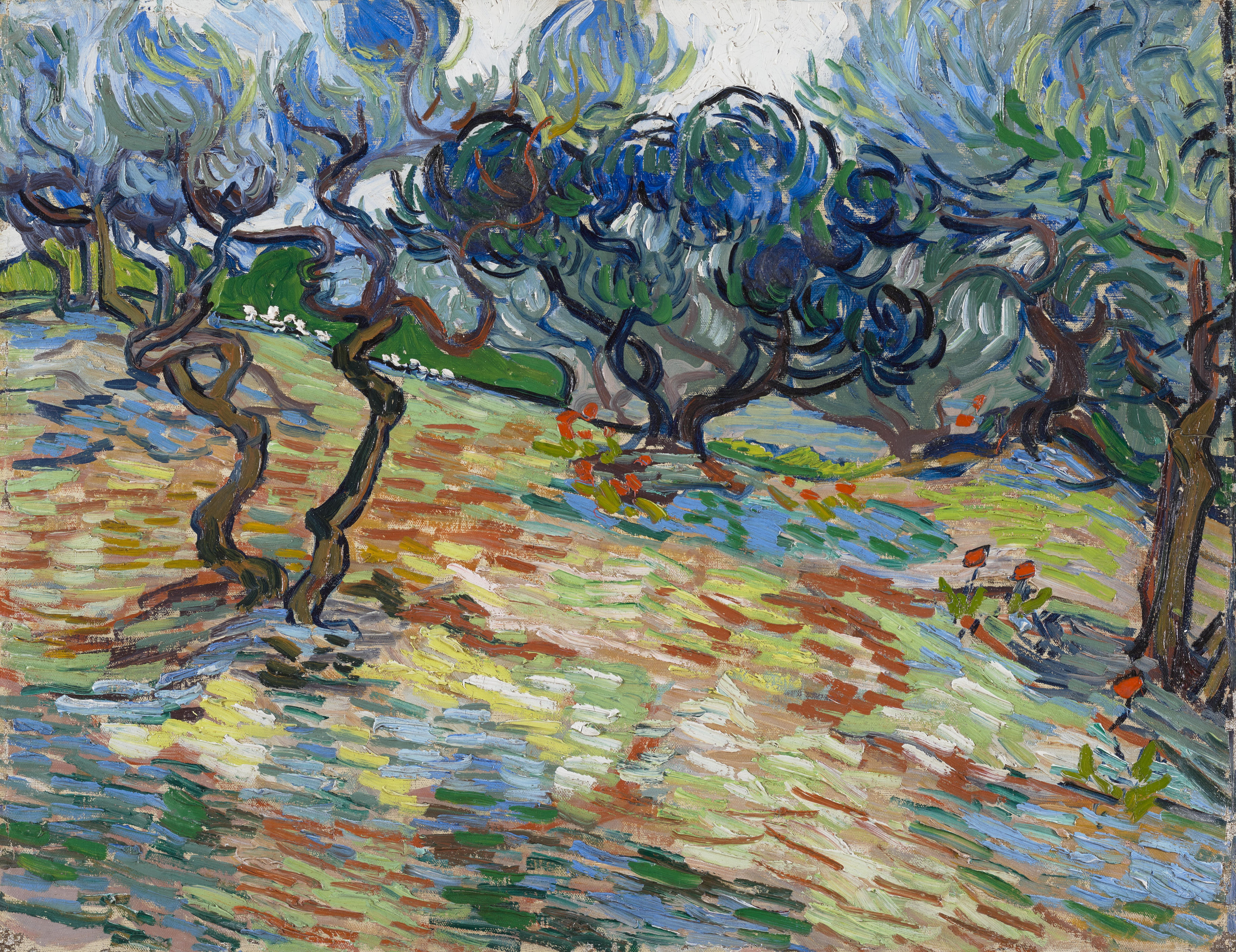
Vincent van Gogh, Oliveraie de Saint-Rémy, 1889.

La commune comptait 244 agriculteurs exploitants en 1999. Ce nombre est en baisse constante. Et avec la pression immobilière, de nombreux « mas » qui constituaient jadis autant d'exploitations agricoles sont aujourd'hui acquis à prix d'or par des propriétaires fortunés.
Plusieurs agriculteurs et bénévoles  valorisent la production locale à la petite ferme pédagogique de Saint-Rémy de Provence (association loi de 1901).

#### Oléiculture
La commune produit de l'huile d'olive de la vallée des Baux-de-Provence, protégée par une appellation d'origine contrôlée (AOC) depuis un décret pris sur proposition de l'INAO le 27 août 1997. Les variétés d'olives qui entrent dans son élaboration sont la salonenque, la beruguette, la grossane et la verdale des Bouches-du-Rhône. Elle produit aussi des olives cassées et des olives noires qui relèvent du même décret pris sur proposition de l'INAO. Les variétés d'olives cassées proposées à la commercialisation sont la salonenque et la beruguette. Pour les olives noires, la seule variété acceptée est la grossane,.

#### Vignoble

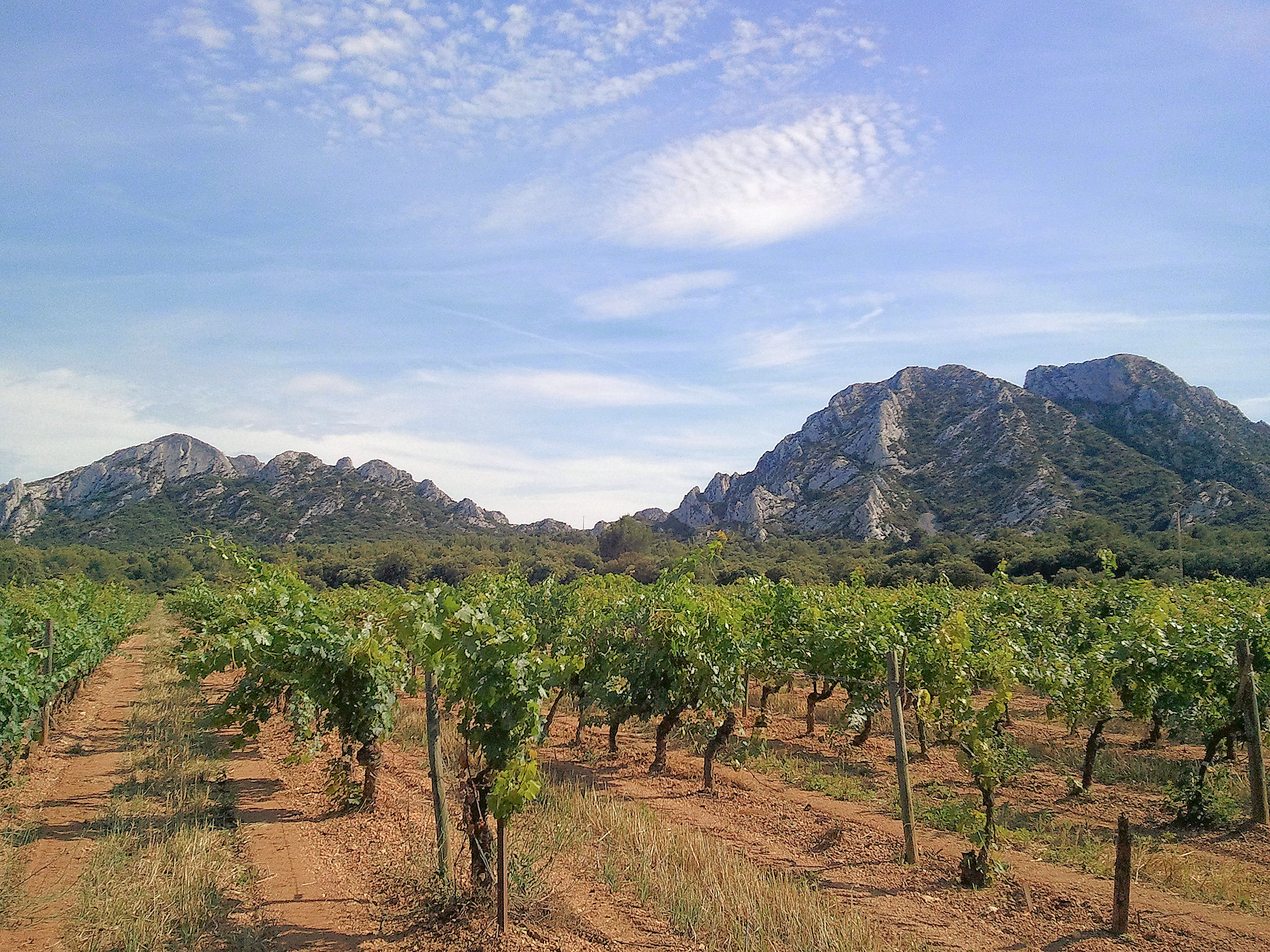
Vignoble de Saint-Rémy au pied des Alpilles.

La commune a son terroir classé en AOC et produit des vins Coteaux-des-baux-en-provence qui recouvre le territoire viticole des Alpilles. Cette AOC a été reconnue par un décret du 20 avril 1995 pour les vins rouges et rosés. D'abord classé VDQS par un arrêté du 23 janvier 1956 dans le cadre des Coteaux-d'aix-en-provence, un second décret daté du 24 décembre 1985 permit l’utilisation de la dénomination générique « Les Baux de Provence » reconnaissant l’identité spécifique de ce vignoble de la région des Baux concernant sept communes du massif des Alpilles. Sa production est de 15 500 hectolitres par an dont 75 % en rouge et 25 % en rosé.
Le Alpilles est un vin de pays de zone, au nord des Bouches-du-Rhône qui a vocation à labelliser, après dégustation, les vins ne pouvant postuler à l'appellation d'origine coteaux-des-baux-de-provence. Jusqu'en 2000, il portait le nom de vin de pays de la Petite Crau. La production est d'environ 6 000 hectolitres par an. Son vignoble, installé sur un plateau caillouteux, est limité, au nord, par la Durance et au sud, par les Alpilles.

#### Production fromagère
- Chèvre des Alpilles

### Industrie, artisanat, commerce
Les entreprises industrielles, de commerce et d'artisanat se répartissent entre deux zones d'activités : la zone d'activités de la gare, avec 88 établissements et 1236 salariés, et le parc d'activités de la Massane avec 45 établissements et 259 salariés.
L'entreprise Aqualux, fabricant de produits et d'équipements de piscine, est le premier employeur privé de la commune depuis 1993.

## Culture et patrimoine

### Lieux et monuments

#### Monuments religieux
- Collégiale Saint-Martin : la collégiale domine la place de la République. D'origine médiévale mais formée de deux nefs composites, l'église primitive s'effondra dans la nuit du 29 au 30 août 1818. Elle fut alors reconstruite dans le contexte de la Restauration monarchique triomphante, sur les plans de Michel-Robert Penchaud (1772-1833), architecte du département[119]. De style néo-classique très marqué par l'Antiquité, elle possède un monumental péristyle à colonnes surmonté d'un fronton et une vaste nef. Mais elle a conservé son clocher gothique du XIVe siècle. À l'intérieur on peut voir, de chaque côté du chœur, deux volets d'un retable datant de 1503[120]. Le maître autel et les fonts baptismaux en marbre sont contemporains de la construction de l'église - début du XIXe siècle -, tout comme l'ensemble du mobilier, à de rares exceptions. Elle possède un orgue (3 claviers, pédaliers, 62 jeux), œuvre du facteur Pascal Quoirin et inauguré en 1983[121], sur lequel sont donnés chaque année de nombreux concerts (festival ORGANA)[122]. Un vaste projet de restauration de l'église est en cours, sous l'égide de la municipalité.
- Monastère Saint-Paul-de-Mausole. Cet ancien monastère fut tour à tour occupé par les chanoines et prévôts pour lequel il fut construit (1080-1317), les Archidiacres du Chapitre de la cathédrale avignonnaise de Notre-Dame-des-Doms (1317-1605), puis par l'ordre mendiant des Observantins (1605-1792)[123]. Il possède une église et un cloître de style roman. Dès la fin de l'Ancien Régime, les Observantins y reçoivent des aliénés, à une époque où aucun établissement spécialisé en ce domaine n'existait encore. Acquis en 1807 par un philanthrope, le Docteur Louis Étienne Mercurin, ce dernier y installe une maison de santé pour recevoir à nouveau des aliénés, hôpital qui subsiste jusqu'à nos jours. Cela explique le séjour qu'y fera van Gogh de mai 1889 à mai 1890. Au cours de la Première Guerre mondiale y seront aussi internés des Alsaciens, parmi lesquels le Docteur Albert Schweitzer[124]. Après être restés très longtemps propriété des héritiers du Docteur Mercurin, les bâtiments sont aujourd'hui gérés par l'Association Saint-Paul-de-Mausole[125].
- Baptistère de Saint-Rémy-de-Provence. L'édifice a été classé au titre des monuments historiques en 1927[126].
- Chapelle Notre-Dame-de-Pitié[127]. Construite dès les années 1500, elle sert d'ermitage et de lieu de culte marial, dans le contexte de la contre-réforme tridentine. Devenue propriété privée à la Révolution, elle retourne dans le patrimoine ecclésiastique en 1919. Après avoir abrité la Fondation Mario Prassinos, la chapelle est aujourd'hui gérée par l'association des amis de la chapelle qui y organise des manifestations culturelles ainsi qu'une messe annuelle[128].
- Chapelle Saint-Roch. Chapelle privée appartenant à la Confrérie de Saint-Roch, dans le quartier dit des Jardins. La chapelle primitive a été construite à la suite de l'épidémie de peste de 1720-1721, en remplacement d'un sanctuaire plus ancien, situé dans le quartier de Roussan. C'est une sorte d'ex-voto à saint Roch, qui avait épargné les Jardins de la contagion. Constamment remaniée, le clocher et son carillon a été offert par la famille saint-rémoise des Mistral-Bernard en 1902. La confrérie de Saint-Roch, patron des jardiniers et protecteur contre la peste, y célèbre deux fêtes : celle du 15 août (Saint-Roch) et celle du 1er mai (commémoration de la consécration de la chapelle). Le sanctuaire est orné d'un tableau, don de l'empereur Napoléon III : Le Portement de croix[129].
- Chapelle Jean de Renaud[130]. Avec le clocher qui la surmonte, c'est le seul vestige de l'église médiévale écroulée en 1818. Accolée à la collégiale Saint-Martin et construite en 1541, à la demande de Jean de Renaud dit "Saint Remy" (1497-1557), cette chapelle abrite son tombeau et les membres de sa famille. Ingénieur militaire de deux rois de France, François Ier et Henri II, il fut avec les ingénieurs italiens le premier à édifier la ceinture de fer voulue par François Ier en fortifications bastionnées "à l'italienne", ceinture fortifiée que Vauban magnifiera un siècle plus tard en "pré carré". La belle enceinte de Saint-Paul-de-Vence, demeurée pratiquement intacte, reste un exemple unique en France de ville bastionnée que Jean de Renaud a édifié sans partage avec d'autres ingénieurs. Il est mort à la bataille de Saint-Quentin, lorsque les troupes de Philippe II, qui avait succédé à son père Charles Quint, ont assailli la ville.
- Chapelle Saint-Bonet, située dans le parc du château de Lagoy[131].
- Abbaye Sainte-Marie de Pierredon[132] : située au pied d'un petit sommet arrondi (Pue-redoun, en provençal, signifie littéralement « sommet arrondi »), sur le versant sud de la chaîne des Alpilles, accessible seulement en voiture par Mouriès (route du Destet). Cette ancienne abbaye créée en 1205 était fille de l'abbaye de Boscodon (Hautes-Alpes), dont l'abbé Guillaume Élie fut le premier abbé. Devenu simple prieuré de Boscodon au début du XIVe siècle, Pierredon est sécularisé en 1550. Intégré à une bastide de style provençal au sein d'un vaste domaine, Pierredon a été longtemps propriété des Barons de Carmejane issus du militaire et baron de l'Empire Charles Joseph Carmejane (1773-1830). Il a ensuite appartenu au peintre Jean Martin-Roch (1905-1991), jusqu'à la mort de ce dernier. Dans ce qui subsiste des bâtiments religieux, on reconnaît le plan type d'une abbaye chalaisienne, dont la construction ne semble pas avoir été terminée[133]. La chapelle Sainte-Marie de Pierredon est inscrite depuis 1924 sur l'inventaire supplémentaire des monuments historiques[134].
- Ancienne chapelle des Ursulines, avenue de la Libération. Restaurée en 1978[135].
- Chapelle Notre-Dame-de-Romanin, ou Notre-Dame-de-Pierargues (ou Piargues)[136].
- Le cimetière juif, désaffecté depuis 1977, est inscrit sur l'inventaire supplémentaire des monuments historiques en 2007[137].
- Le cimetière, établi à son actuel emplacement dès 1777 en remplacement de l'ancien, naguère situé sur ce qui est aujourd'hui la place de la République. Il abrite un rare monument aux morts de la guerre de 1870 et de nombreuses tombes de personnalités artistiques et littéraires - Joseph Roumanille, Jules Boissère et son épouse Thérèse Roumanille, Marius Girard, Marie Gasquet et Joachim Gasquet, Léon Daudet, Charles Mauron, Marie Mauron[138]...
- Monument aux morts, ornée d'une statue de Saint-Rémoise en costume d'Arles et doté d'une inscription commémorative en provençal. Inscrit à l'inventaire des Monuments Historiques depuis 2010, il est l'œuvre de Mme D. Saint-René Taillandier[139],[140].
- Buste de Charles Gounod, près de la chapelle Notre-Dame-de-Pitié, érigé lors du cinquantenaire de l'opéra Mireille.
- Statue de Joseph Roumanille, œuvre du sculpteur Jean-Pierre Gras (1879-1964) neveu du poète. Érigée en 1954 lors du centenaire du Félibrige - elle aurait dû l'être en 1914, projet qui avorta en raison de la guerre.

#### Monuments civils

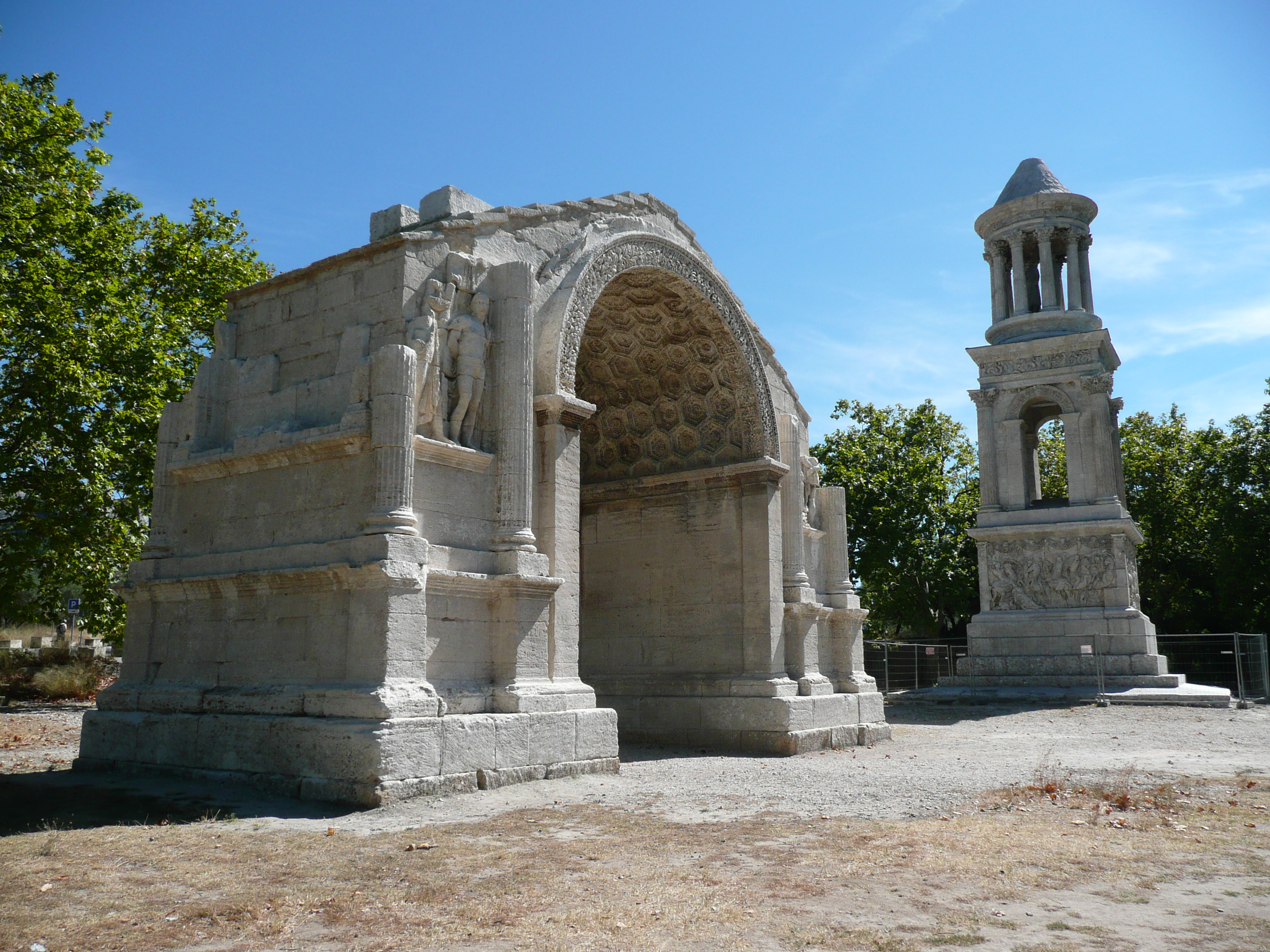
Les Antiques (Glanum).

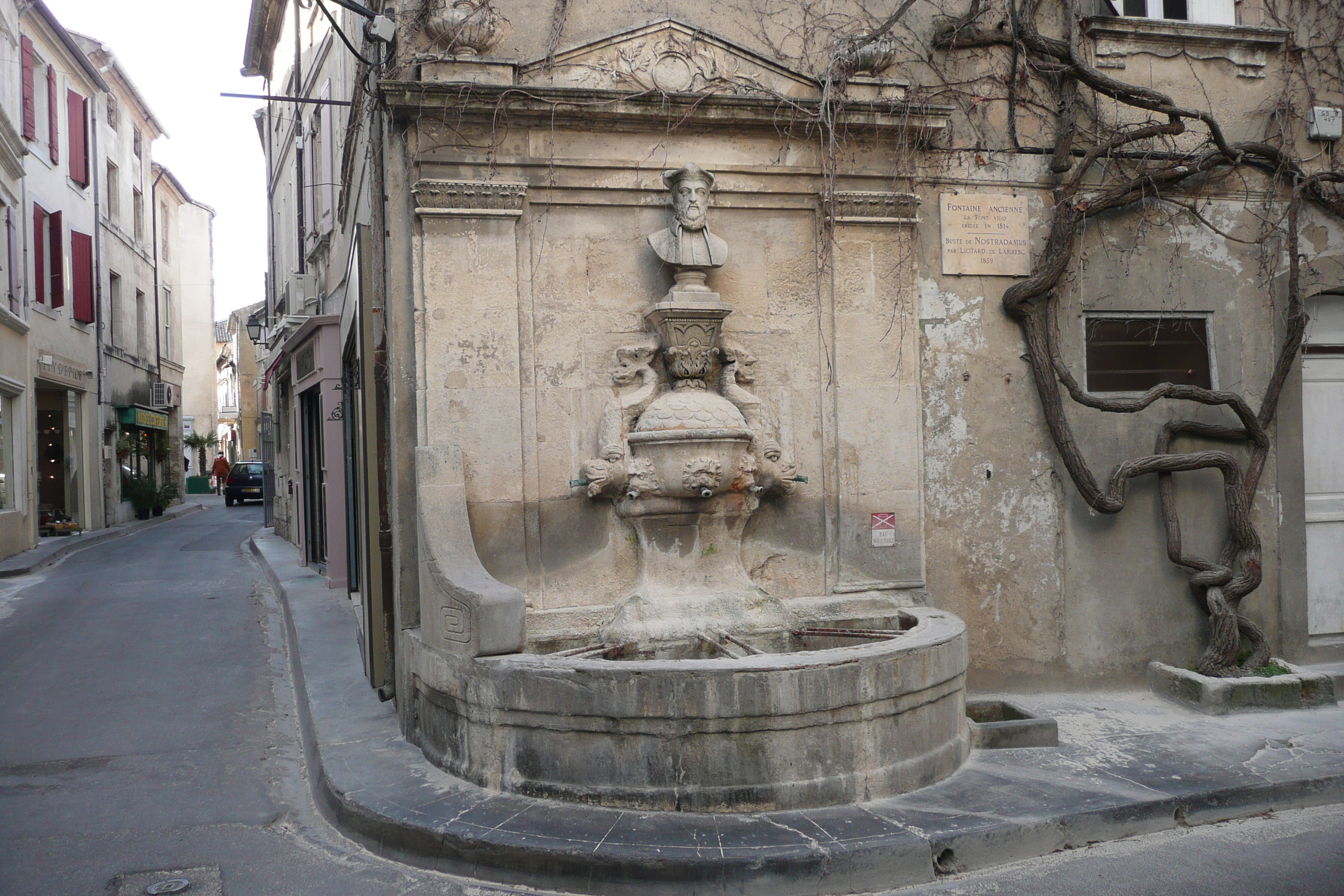
Fontaine Nostradamus à Saint-Rémy-de-Provence.

- Quartier du Planet. Existait déjà à l'époque de Nostradamus. Cette petite place, aujourd'hui place du Docteur-Favier[141] (1773-1862), bienfaiteur des pauvres, s'étend devant l'hôtel Mistral de Mondragon et portait avant 1849 le nom de « Place aux Herbes », en raison du marché qui s'y tenait. C'est de là que provient aussi le toponyme provençal « Lou Planet » - la « Petite place ».
- Place Jean-de-Renaud. Famille établie à Saint-Rémy au XVIe siècle. Jean, architecte au service de François Ier, puis de Henri II, fut tué au siège de Saint-Quentin en 1557 et inhumé dans l'église Saint-Martin. En son centre, a été érigé en 2016 le square Gaston Viens, ancien résistant et déporté qui a vécu son enfance et sa jeunesse à Saint-Rémy, devenant par la suite Maire d'Orly et Président du Conseil Général du Val-de-Marne.
- Vestige des remparts de Saint-Rémy, rue Hoche, ainsi que deux portes: Portail Saint-Martin et Portail du Trou[142].
- Vestige de la maison natale de Nostradamus, rue Hoche[143].
- Fontaine Nostradamus (rue Nostradamus). Son buste, œuvre du sculpteur Ambroise Liotard, succéda en 1859 à celui de Louis XVI.
- Fontaine de la Trinité, au carrefour du boulevard Mirabeau, de l’avenue de la Libération et de la rue Carnot. Érigée en 1860, elle fut détruite en 1938 afin d'agrandir le boulevard. À la demande de la population, elle a été reconstruite en 2003. Le nouveau monument intègre la seule partie de l'ancien qui avait été conservée, le haut de la stèle[144].
- Fontaine des Quatre Dauphins, Place Jules-Pellissier. Inaugurée le 25 août 1814 en l'honneur du roi Louis XVIII et réalisée sur le modèle de la fontaine portant le même nom, à Aix-en-Provence. Jusqu'en 1953, date de l'établissement de l'eau courante, elle fut très fréquentée par les habitants du quartier[135]. Restaurée par la Ville en 2015.
- Hôtel de Ville. Installé en 1820 dans l'ancien couvent des Augustines, fondé en 1634, dont il subsiste la travée du cloître[135],[145]. L'actuelle Place Jules-Pellissier est l'ancien jardin du monastère, jadis clos de murs. Frédéric Mistral y fut reçu de manière officielle à deux reprises. En 1862 en compagnie de Charles Gounod venu séjourner à Saint-Rémy pour y composer Mireille, et en 1913 pour le cinquantenaire de cet opéra.
- Glacière des Alpilles et son « Audiffren Singrün »[146].
- Glanum - site de ruines romaines[147].
- Arc de triomphe de Glanum[148],[149].
- Mausolée de Glanum dit Tombeau des Jules[150], monument gallo-romain érigé entre -30 et -20 av J.-C.[151],[152].
- Mur romain dit de Marius[153].
- Baptistère[154], intégré à l'hôtel de Sade.
- Le mont Gaussier. Ce sommet du massif des Alpilles domine le site de Glanum et la ville actuelle de Saint-Rémy-de-Provence. C'était l'acropole de l'oppidum salien qui existait plusieurs siècles avant la fondation de Glanum. Jean de Saint-Rémy, l'arrière-grand-père de Michel de Nostredame, avait l'habitude d'y emmener l'enfant pour l'initier à la connaissance des étoiles. A inspiré à Frédéric Mistral le poème Lou Lioun d'Arle, intégré au recueil poétique Lis Isclo d'Or (1876)[155].
- Rue Hoche, l'hôpital Saint-Jacques édifié entre les deux murailles de la ville et qui, vers 1646 fut placé sous le vocable de « hôpital Saint-Jacques-de-Compostelle ». Sur la porte de la chapelle la coquille est caractéristique du culte de saint Jacques. L'hôpital demeura en activité jusqu'en 1653.
- Tour du Cardinal, édifice de villégiature édifié à la renaissance (quartier du Grès).
- Le château de Lagoy, édifié au XVIIe siècle entre Saint-Rémy-de-Provence et Eyragues, dans un vaste domaine érigé en marquisat en 1707 au profit de la famille des Meyran[156]. Toujours propriété des descendants du dernier marquis de Lagoy, décédé en 1946.
- Le château de Roussan, édifice du XVIIIe siècle. Ancienne propriété des Nostredame et de ses descendants, dont Diane de Roussan, marquise de Ganges, la « Belle provençale », assassinée par son mari en 1667. Passé en 1701 dans le patrimoine de la famille Servan, originaire de Tarascon. C'est Jean Antoine Servan qui bâtit le château en 1711 où résidera le juriste Joseph Michel Antoine Servan (1737-1817). Par héritage, il passe ensuite dans la famille arlésienne des Bouchaud de Bussy qui le conserve jusqu'en 1887. Aujourd'hui, le château de Roussan est transformé en hôtel 4 étoiles[157],[158].Lac de Peiroo côté barrage.

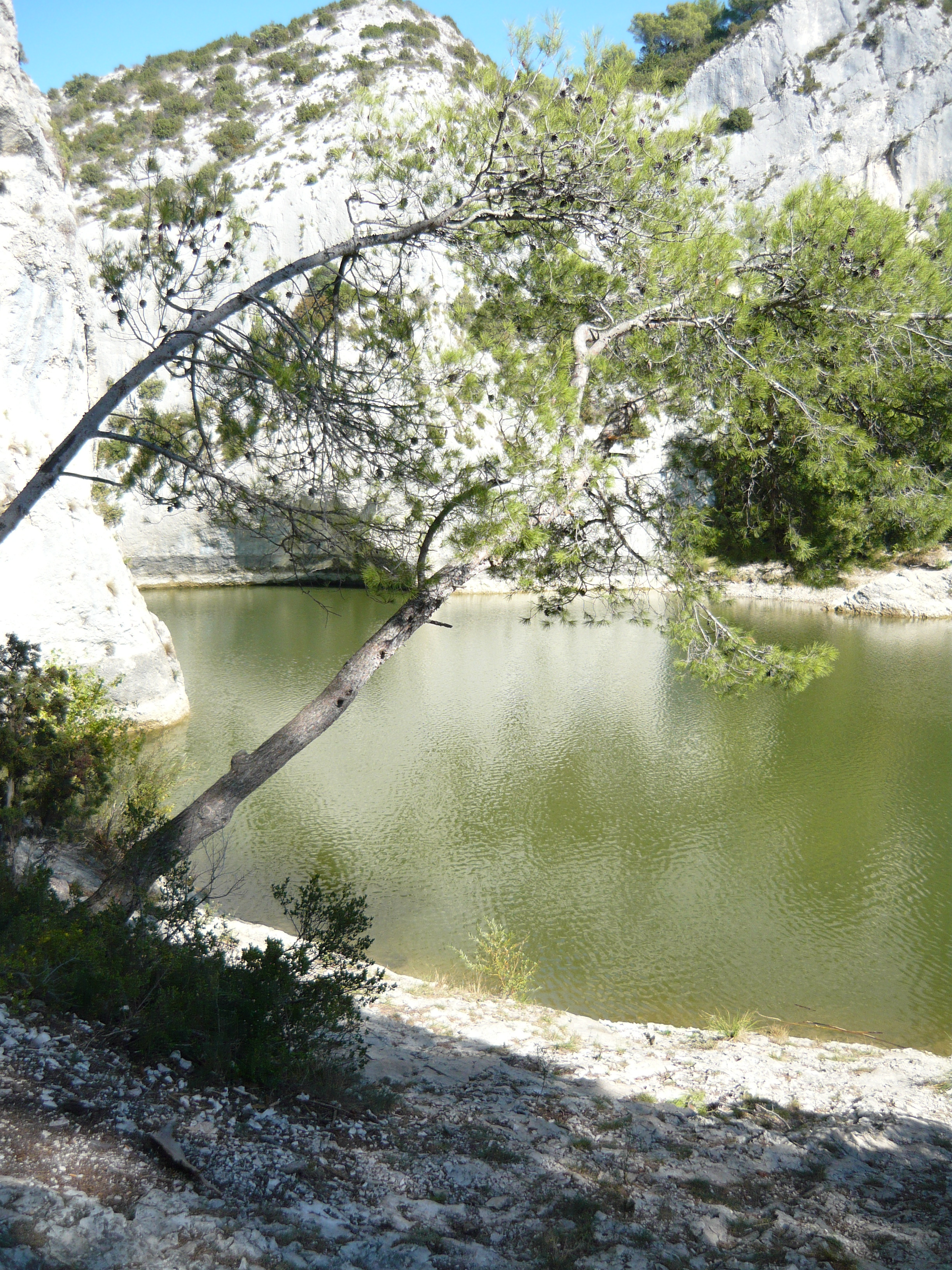
Lac de Peiroo côté barrage.

- Le château de Romanin, datant des XIe – XVe siècles, ancien fief de la famille du même nom puis de la famille Gantelme[159]. Une légende tenace mais fausse en a fait le lieu de mythiques cours d'amour. Cette supercherie est dans doute due à Jean de Nostredame, frère de Nostradamus, dans son ouvrage Les vies des plus célèbres et ancien poètes provençaux. Ce fait a inspiré à Frédéric Mistral un magnifique poème; Roumanin (Romanin), publié dans le recueil poétique Lis Isclo d'or, publié en 1876[160].
- La bibliothèque municipale Joseph Roumanille a été créée en 1985 par l'architecte Hugues Bosc[161].
- Lac - Barrage des Peiroou[162].
- Ancien Hôpital, devenu l'EHPAD Marie-Gaquet. Œuvre de l'architecte local Joseph Girard, père de Marius Girard et aïeul de la même Marie Gasquet qui y mourut en 1960. En son centre, possède une belle chapelle de style néo-classique[163].
- Minoterie Saint Jean[164].
- Enseignes et devantures dans les rues du village[165].
- Marché de Saint-Rémy-de-Provence (le mercredi).

#### Hôtels particuliers

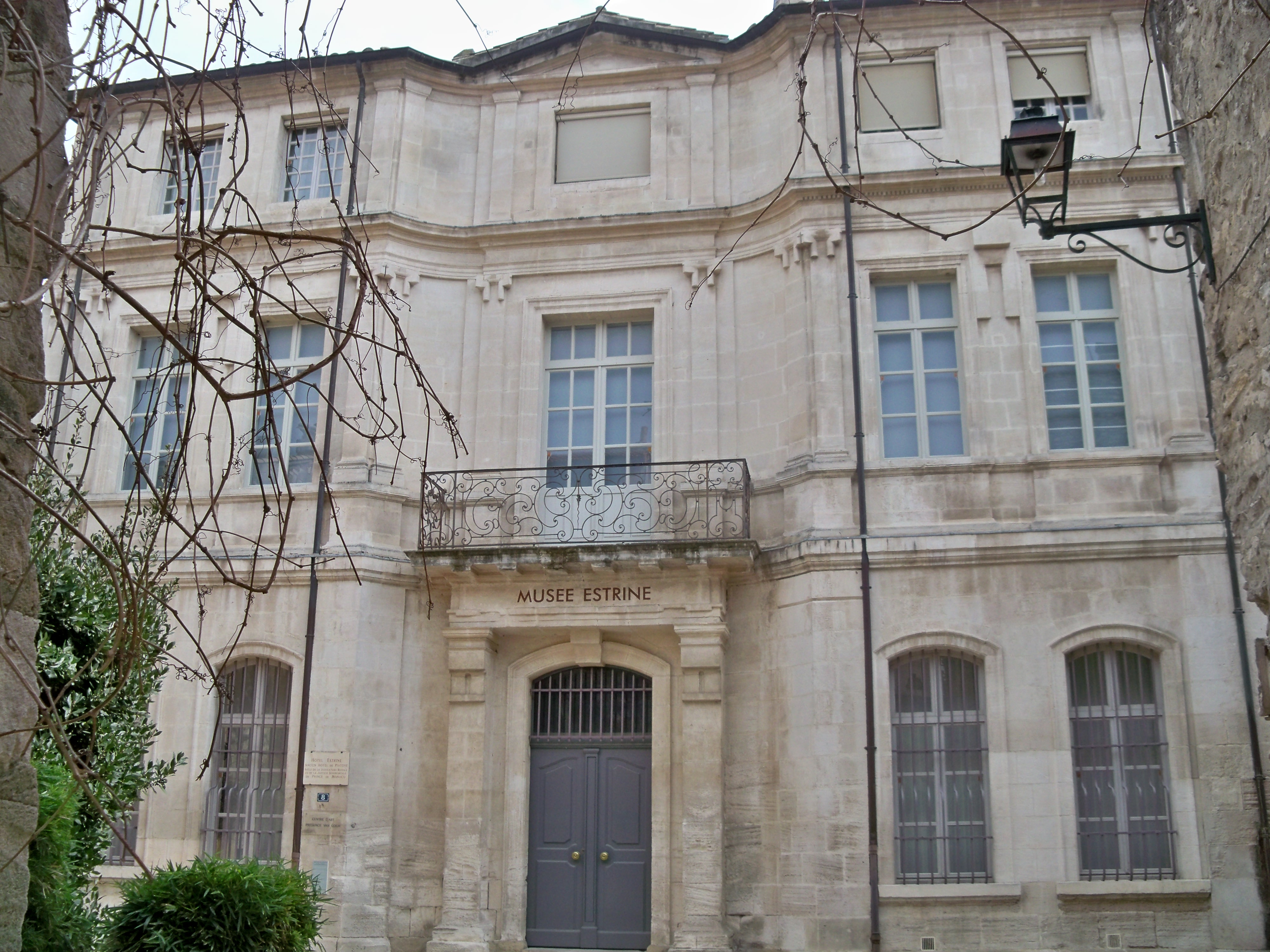
Hôtel Estrine.

- Hôtel Estrine : Architecture provençale du XVIIIe siècle. Hôtel particulier construit en 1748, par la famille Pistoye, qui possédait alors la judicature des princes de Monaco ainsi que d'autres charges judiciaires. Après la Révolution, il passe aux Estrine, négociants originaires de Martigues dont il conservera le nom, et cela d'autant plus que la famille a légué l'hôtel à la Ville. Entièrement restauré en 1989 il obtint le prix du Patrimoine vivant attribué par la Fondation de France. Il abrite le Musée Estrine[166], musée de France, collection de peintures modernes et contemporaines. Un Centre d'interprétation Vincent van Gogh propose une documentation, iconographie, des projections, sur la vie et l'œuvre de l'artiste néerlandais. Il est une étape de la Route européenne Van Gogh. Des expositions de peinture moderne et contemporaine sont organisées et une présentation permanente est consacrée au peintre cubiste français Albert Gleizes[167]. Le bâtiment en pierre de taille, à trois niveaux, a été agrandi en 2014 et accueille tous les publics (PMR). Il présente en façade une partie centrale concave où s'ouvre le portail surmonté d'un balcon en fer forgé. À l'intérieur, l'escalier monumental en pierre dessert les pièces du premier étage pavées de tomettes et ornées de gypseries, ainsi qu'une grande galerie donnant sur un jardin suspendu. Au rez-de chaussée une très vaste salle présente les expositions temporaires.
- Hôtel de Sade[168]. Cette bâtisse a d'abord appartenu au XVe siècle et au XVIe siècle à la famille de Fos comtes de Provence dont une fille épousa un membre de la famille de Sade, branche d'Eyguières avant d'être un centre occupé par les réformés du XVIIe siècle[169]. Le monument abrite le Musée archéologique, et sert de dépôt pour le mobilier et les éléments sculptés trouvés à Glanum et aux environs. Après être resté longtemps fermé au public, il est de nouveau ouvert durant la période estivale depuis 2015[170].
- Hôtel de Lagoy[171]. Ancienne possession de la famille des Benaud de Lubières, puis des Meyran, marquis de Lagoy citée dès le Xe siècle. Rebâti au XVIIe siècle, a longtemps abrité la maison de l'Amandier, créé par Pierre Leron-Lesur (1922-2014), qui a fermé ses portes à la mort de ce dernier.
- Hôtel d'Almeran. Hôtel particulier d'une famille de notables XVe et XVIe siècles dont les biens furent dispersés au XVIIIe siècle. Charles Gounod y donna la première audition de Mireille en 1863 devant Frédéric Mistral. Après avoir abrité les œuvres du peintre Jean Van Naeltwijks, ce bâtiment vient d'être transformé en un hôtel de luxe sous le nom d'Hôtel de Tourrel - ancien nom lié à celui des Almeran de Maillane.
- Hôtel Mistral de Mondragon XVIe siècle, abrite le Musée des Alpilles[171]. D'époque Renaissance il a été construit pour sa plus grande part vers 1550 pour François Mistral, baron de Croze en Dauphiné. Dix ans plus tard, à sa mort, son fils Paul en hérite et complète le bâtiment. Puis en 1592 son oncle et parrain Paul d'Albert de Mondragon le désigne comme héritier à condition qu'il relève le nom des Mondragon sur le point de s'éteindre; l'hôtel comme son propriétaire prennent ainsi le nom de Mistral de Mondragon et les armes des deux familles sont alors sculptées sur le garde-corps d'une des galeries de la cour intérieure surmontées de la devise des Mistral : "Tout Rien", à gauche celles des Mistral, à droite celles des Mondragon.
- Maison Blain (XIXe siècle), abrite la Bibliothèque Municipale Joseph-Roumanille. En plus d'une médiathèque dédiée à la lecture publique, elle abrite aussi un riche fonds patrimonial ouvert au public - archives municipales anciennes et modernes, imprimés et manuscrits sur l'histoire locale, l'archéologie, la langue et la culture provençales, van Gogh, etc.[172]
- Maison Mistral-Bernard. Vaste édifice édifié en 1870 a été transformé par la suite en un hôtel (« Hôtel des Antiques ») avant d'être revendu à un particulier qui a restauré le bâtiments.
- La Cloutière. Cette bastide Saint-rémoise construire par un ancien maire de Saint-Rémy a été acquise en 2007 par le Parc Naturel Régional des Alpilles afin d'y aménager sa Maison du Parc, terminée en 2016[173].

### Patrimoine culturel

#### Culture gastronomique
La gastronomie est un élément de l'industrie du tourisme : une cuisine gastronomique étoilé - L'Auberge De Saint-Rémy-de-Provence de Jonathan Wahid,.

#### Œuvres cinématographiques
- Le Monastère Saint-Paul-de-Mausole et son domaine ont été les lieux de tournage du film Camille Claudel 1915 (2013), de Bruno Dumont, avec Juliette Binoche dans le rôle de Camille Claudel, lieux de l'internement psychiatrique du personnage de Camille Claudel[176]. (Cependant, l'artiste Camille Claudel fut internée à l'asile d'aliénés de Montdevergues, à Montfavet, dans le Vaucluse.)

### Personnalités liées à la commune
- L'actrice Amanda Lear y réside[177].
- Nostradamus (1503 - 1566), médecin, apothicaire et astrologue.
- Jean de Renaud, dit "Saint Remy"  (1497-1557), Ingénieur militaire de François Ier et henri II
- André Pellissier.(1742-1791), médecin et homme politique né et décédé à Saint-Rémy-de-Provence, député du tiers aux États généraux, maire de Saint-Rémy.
- Denis-Marie Pellissier (1765-1829), homme politique né à Saint-Rémy-de-Provence, député du département des Bouches-du-Rhône.
- Charles-Joseph Carmejane, baron de Pierredon (1772, Ménerbes - 1830, Avignon), militaire français des XVIIIe et XIXe siècles.
- Pierre Germanès (1797 - 1889) député de Vaucluse, né à Saint Rémy.
- Joseph Roumanille (1818 - 1891), écrivain d'expression provençale, fondateur du Félibrige, dont il fut Capoulié de 1888 à 1891.
- Vincent van Gogh (1853 - 1890), interné à l'hôpital psychiatrique de Saint-Paul-de-Mausole à Saint-Rémy-de-Provence.
- Jules Boissière (1863 - 1897), poète et écrivain, ancien gouverneur des colonies mort en Indochine mais dont le corps fut rapatrié à Saint-Rémy par son épouse.
- Léon Daudet (1867 - 1942). Journaliste, pamphlétaire. Fils d'Alphonse Daudet, il possédait une maison à Saint-Rémy - la « Villa Glanum » - où il décéda durant la Seconde Guerre mondiale. C'est la raison pour laquelle il est enterré à Saint-Rémy.
- Marie Gasquet (1872 - 1960), écrivain d'expression française, reine du Félibrige.
- Joachim Gasquet (1873-1921), poète français ami du peintre Paul Cézanne. Enterré au cimetière de Saint-Rémy aux côtés de sa femme.
- Albert Schweitzer (1875 - 1965), théologien protestant, musicologue français et médecin. Il séjourna à Saint-Rémy-de-Provence durant la Première Guerre mondiale dans le camp de réfugiés établi à Saint-Paul-de-Mausole.
- Albert Gleizes (1881 - 1953), un des grands peintres cubistes français. Il vécut à Saint-Rémy de 1939 à 1953, année de sa mort. Le musée Estrine de Saint-Rémy lui consacre deux salles permanentes où est exposée une vingtaine d'œuvres créées entre 1908 et 1952.
- Henri Rolland (1887 - 1970), héraldiste, archéologue en chef du site de Glanum, qui y possédait un mas.
- Ernest Gravier (1892 - 1965), footballeur ayant notamment participé aux Jeux olympiques 1924 à Paris
- Marie Mauron (1896 - 1986), écrivain d'expressions française et provençale, majoral du Félibrige.
- André Hambourg (1909-1999), artiste peintre.
- Mario Prassinos (1916-1985) artiste peintre ayant vécu dans les Alpilles. Une fondation Mario-Prassinos a existé à Saint-Rémy, dans les locaux de la Chapelle Notre-Dame de Pitié.
- Jean-Marie Balestre (1921 - 2008), dirigeant sportif, ancien président de la Fédération Internationale de Sport Automobile.
- Olivier Gendebien (1924 - 1998) pilote automobile belge, y posséda une maison.
- Siro Bianchi (1924 - 1992) coureur cycliste franco-italien des années 1950, professionnel de 1952 à 1960.
- Marcel Bonnet (1922 - 2007), écrivain d'expression provençale, Majoral du Félibrige.
- Gaston Viens (1924 - 2015), résistant, ancien déporté, maire d'Orly de 1965 à 2009, président du conseil général du Val-de-Marne de 1967 à 1967.
- Pierre Bergé (1930 - 2017), né le 14 novembre 1930 à Saint-Pierre-d'Oléron (Charente-Maritime) et mort d'une tumeur cérébrale à Saint-Rémy-de-Provence le 8 septembre 2017, était un homme d'affaires français.
- S.A.S le prince Albert II de Monaco porte parmi ses nombreux titres celui de seigneur de Saint-Rémy. Sa sœur, la princesse de Hanovre y possède une résidence depuis les années 1980.
- Rammstein, groupe de métal industriel allemand, a enregistré son septième album Rammstein dans cette ville.

### Héraldique
| Armes de Saint-Rémy-de-Provence | Les armes peuvent se blasonner ainsi : D'or à quatre pals de gueules et un chef d'azur chargé de trois fleurs de lis d'or. Ce sont les mêmes que celles de la ville de Millau, en Aveyron. |